# Jugoszláv Kommunisták Szövetsége
A Jugoszláv Kommunisták Szövetsége (szerbül: Савез комуниста Југославије, rövidítve: CKJ, horvátul: Savez komunista Jugoslavije, rövidítve: SKJ, szlovénül: Zveza komunistov Jugoslavije, rövidítve:ZKJ, macedónul:Сојуз на комунистите на Југославија, rövidítve: CKJ) 1952-ig Jugoszlávia Kommunista Pártjaként volt ismert, a Jugoszláv Szocialista Szövetségi Köztársaság alapító és kormányzó pártja volt. 1919-ben alakult meg a Szerb–Horvát–Szlovén Királyság legfőbb kommunista ellenzéki pártjaként, majd a kezdeti választási sikereket követően a királyi kormány betiltotta, és időnként keményen és erőszakosan elnyomta. A második világháborúig illegális földalatti csoport maradt, amikor Jugoszlávia 1941-es inváziója után a párt katonai ága, a jugoszláv partizánok véres polgárháborúba keveredtek, és legyőzték a tengelyhatalmakat és helyi kollaboránsaikat. Az 1945-ös idegen megszállás alóli felszabadulás után a párt megszilárdította hatalmát, és egypárti államot hozott létre, amely Jugoszlávia 1990-es felbomlásáig létezett.
Az 1937 és 1980 között Josip Broz Tito által vezetett párt volt az első hatalmon lévő kommunista párt a keleti blokk történetében, amely nyíltan szembeszállt a Szovjetunióval, és így 1948-ban kizárták a Kominformból az úgynevezett. A szovjetbarát tagoktól való belső megtisztítása után a párt 1952-ben Kommunisták Szövetségére nevezte át magát, és a munkásönigazgatás és a független kommunizmus politikáját, az úgynevezett titoizmust tette magáévá .

## Története

### Alapítása
A Szerb-Horvát-Szlovén Királyság (1929-től Jugoszláv Királyság) 1918 végén, az első világháború végén jött létre. Az új állam területén a szocialista mozgalom a háború előtti politikai megosztottságot tükrözte. Az akkori Ausztria-Magyarországon például 1894-ben jött létre a Horvátországi és Szlavóniai Szociáldemokrata Párt (SDPCS), két évvel később pedig a szlovén területeken alakult meg a Jugoszláv Szociáldemokrata Párt (Jugoslovanska socialdemokratska stranka, JSDS). A Szerb Szociáldemokrata Pártot (SSDP) 1903-ban alapították. Bosznia-Hercegovinában megalakult a Bosznia-Hercegovinai Szociáldemokrata Párt (SDPBH).

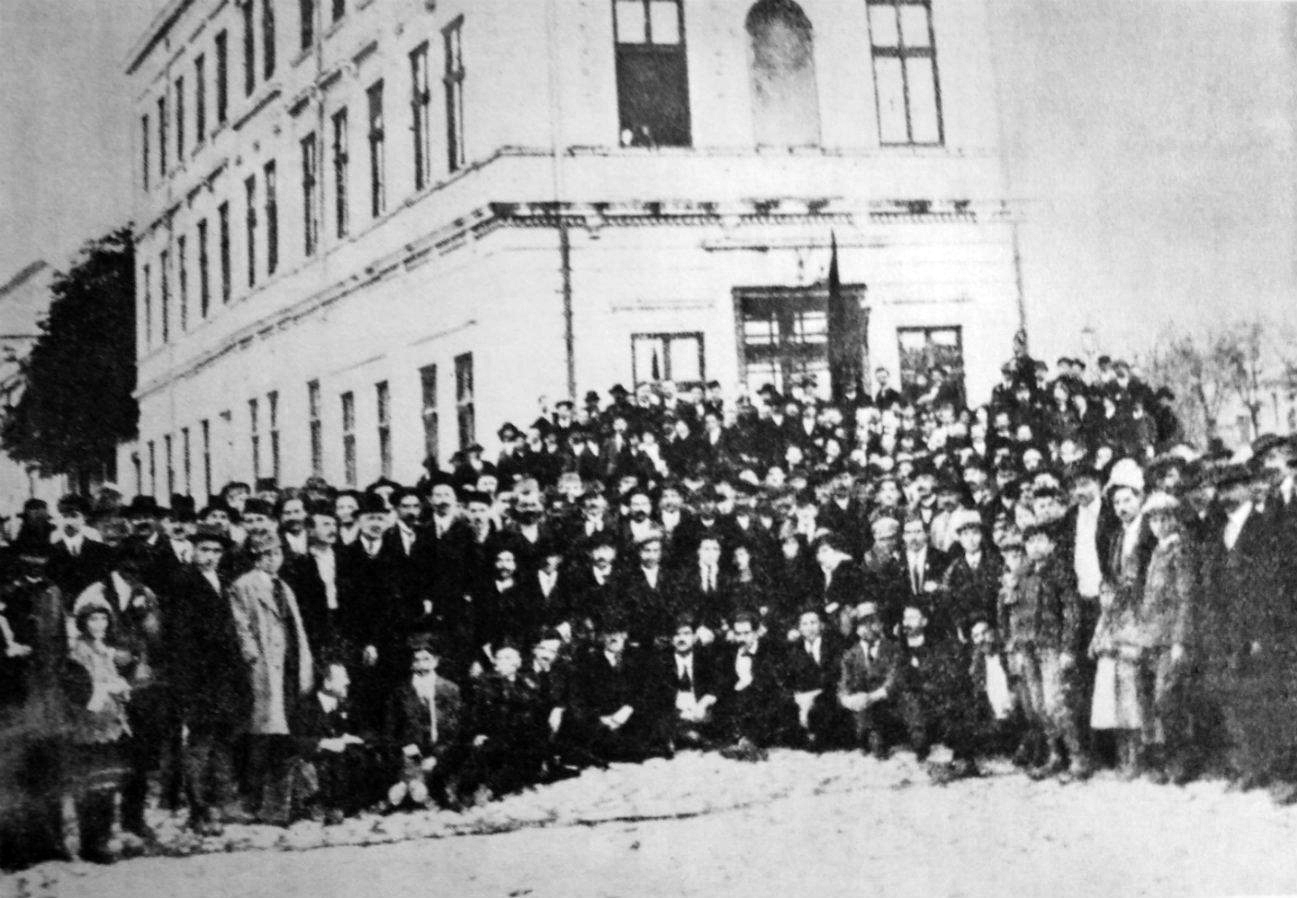
A Jugoszláviai Szocialista Munkáspárt egyesülési kongresszusának küldöttei 1919-ben Belgrádban

Az SSDP természetesnek tartotta, hogy az új állam legnagyobb szociáldemokrata pártjaként a hasonló gondolkodású politikai csoportok egyesítését szolgálja az országban. Az SDPBH hivatalosan javasolta az ilyen pártok összevonását, de az SDPCS, a JSDS és a vajdasági szerb-bunyevác szociáldemokraták ezt elutasították. Formálisan csak az SSDP és az SDPBH egyezett bele az 1919 januárjáig történő egyesülésbe. Az SDPCS balszárnyának egy kisebbségi csoportja Baloldali Akcióbizottság (Akcioni odbor ljevice) néven kivált a pártból, és az SSDP-vel és az SDPBH-val egységes társadalmi szervezetet választotta. Nem sokkal ezután a vajdasági szociáldemokraták visszavonták döntésüket 1919. április 20–23-án Belgrádban tartották a Jugoszláviai Szocialista Munkáspárt egyesülési kongresszusát, amely a politikai spektrum baloldali konszolidációja volt. Az új párthoz tömegesen csatlakoztak az SSDP-ből, valamint a különféle nacionalista ifjúsági szervezetektől és szociáldemokrata pártoktól elszakadt független baloldaliak. A Szlovén Munkáspárt (Delavska socialisticna stranka za Slovenijo) kivált a JSDS-ből, és 1920. április 13-án csatlakozott az SRPJ-hez.
A párton belül folytatódtak az összecsapások a baloldaliak és a centristák között – utóbbiak a parlamentáris rendszeren keresztüli reformok megvalósítását részesítették előnyben. Az 1920. június 20–24-én Vukovárban tartott második kongresszuson a baloldali frakció kerekedett felül, és új alapszabályt fogadott el. Ez a pártot teljes mértékben a Kommunista Internacionáléhoz (Kominternhez) igazította, végrehajtva a Kominterntől kapott összes utasítást. Továbbá, hogy lehetővé tegyék a Kominternben való tagságát a pártot átkeresztelték Jugoszlávia Kommunista Pártjára (Komunistička partija Jugoslavije, KPJ). A KPJ élére Filip Filipovićot és Sima Markovićot (mindketten korábbi SSDP-aktivisták voltak) választották. 1920 májusára a KPJ-nek körülbelül 50 000 tagja volt, valamint hozzájuk csapódott számos szimpatizáns, akik nagyrészt a szakszervezetek és ifjúsági szervezetek 300 000 tagja közül kerültek ki.

### Az 1920-as választások és a betiltás

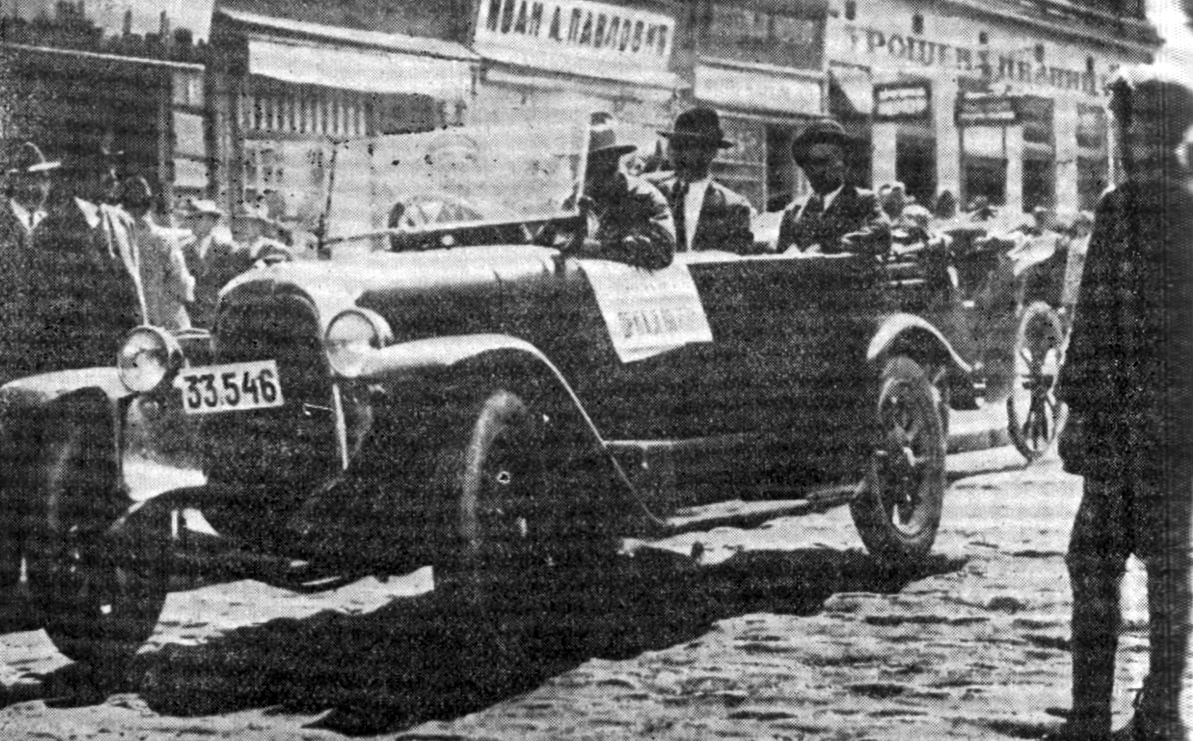
A KPJ kampánya az 1920-as választások előtt

Az 1920-as országgyűlési választásokon a KPJ a 419 mandátumból 58-at szerzett. A legjobb eredményeket a rezsim elleni tiltakozó szavazatokkal a nagyvárosokban, valamint Montenegróban és Macedóniában érték el. A legtöbb szavazatot a munkanélküli városi szavazóktól, valamint olyan régiók szavazóitól kapták, ahol nem volt más vonzó nemzeti vagy regionális ellenzéki párt, mint a szlovén területek, Horvátország-Szlavónia és Bosznia-Hercegovina. A nehéz gazdasági és társadalmi körülmények miatt a rezsim a KPJ-t tekintette a kormányzati rendszer fő fenyegetésének. Válaszul a KPJ helyi és regionális szintű választási sikerére, beleértve Belgrádot és Zágrábot, március–augusztusban[ a Demokrata Párt és a Népi Radikális Párt a kommunista tevékenység országos szintű betiltását szorgalmazta. A rezsim a KPJ-t tekintette a legnagyobb akadálynak I. Péter királynak a szerb nemzeti kérdés megoldásáról vallott nézeteinek megvalósításában.

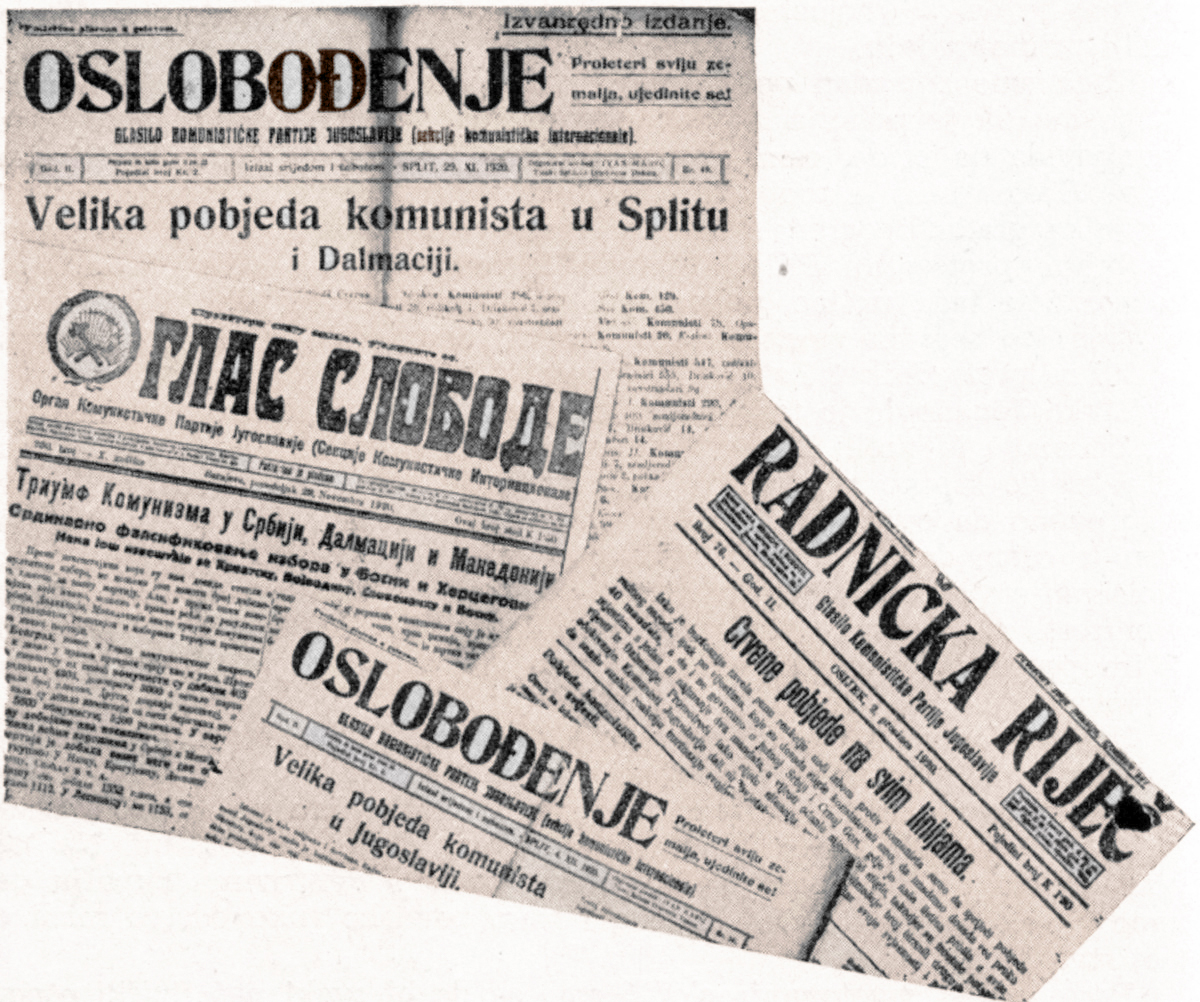
A baloldali sajtó tudósításai a KPJ nagy győzelméről az 1920-as választásokon

1920 decemberében a KPJ vezette bányászsztrájkok Szlovéniában és Bosznia-Hercegovinában a királyi hadsereg elnyomásához és a kommunista propaganda korlátozásához vezettek. Az erőszak ürügyül szolgált a KPJ elleni vádemelésre. December 30-án a kormány kiáltványt (közleményt) adott ki, amely betiltotta a KPJ-t. A KPJ Crvena pravda (Vörös igazság) nevű frakciója június 28-án megkísérelte meggyilkolni Sándor jugoszláv régenst, majd július 21-én megölte Milorad Drašković volt belügyminisztert. Ez oda vezetett, hogy augusztus 2-án kihirdették a királyság védelméről szóló törvényt, amely törvénybe iktatta a KPJ tilalmát. Két nappal később megsemmisítették a KPJ országgyűlési képviselői helyeit, és számos titkosrendőri ügynök is beszivárgott a KPJ-be.

### Illegalitás és emigráció
A választási siker ellenére a betiltás és a KPJ illegalitásba lépése a következő másfél évtizedben súlyosan megviselte a pártot, és a frakcióharcok helyett egyre inkább a Kominternhez fordult útmutatásért. 1924-re a KPJ taglétszáma 688-ra csökkent. Emellett néhány tag külföldre (többnyire Moszkvába, de Bécsbe, Prágába és Párizsba is) emigrált. A KPJ 1922-ben országos konferenciát tartott Bécsben, ahová a pártvezetés egy évvel korábban települt át.

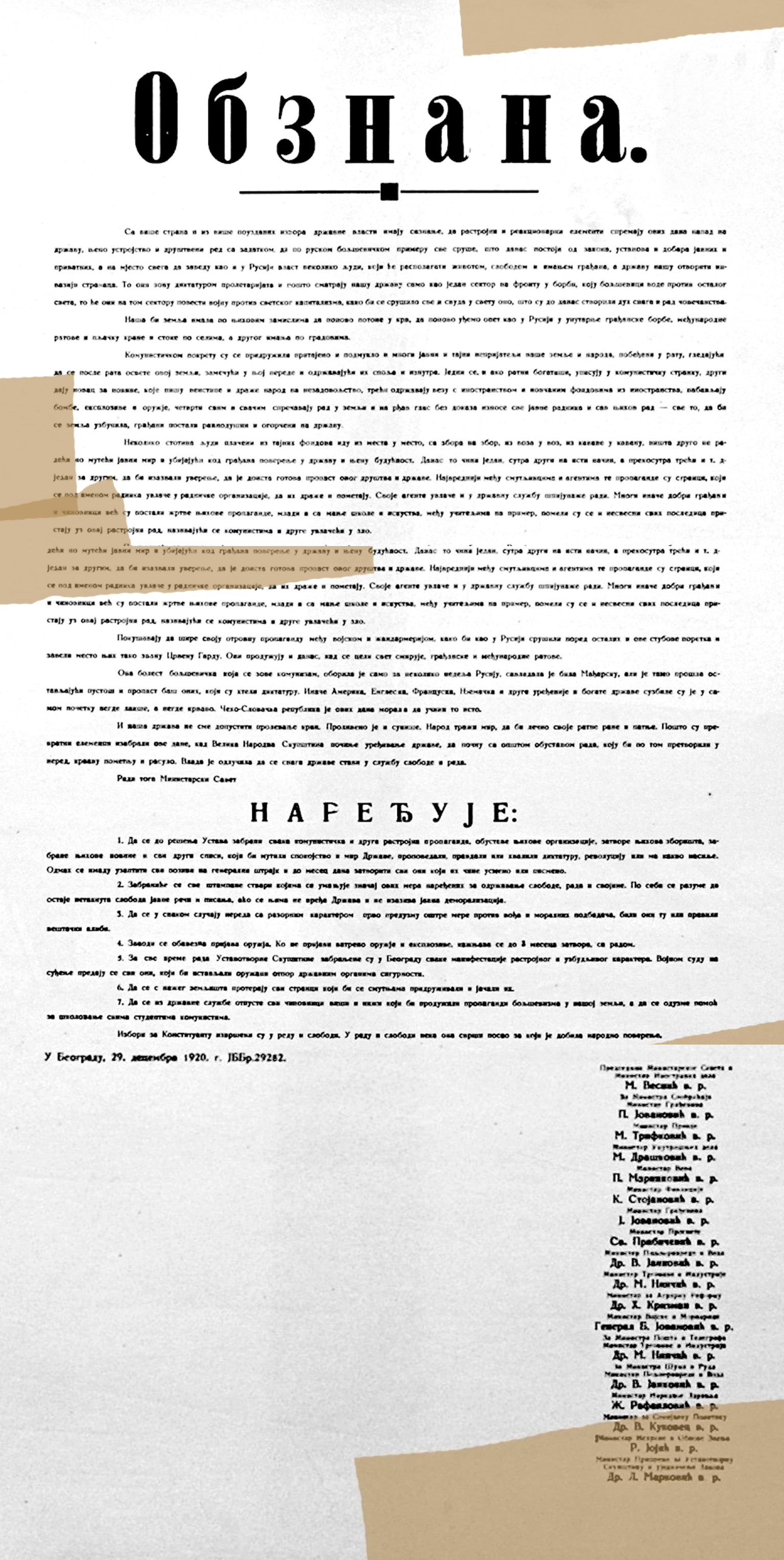
A rendelet közzététele, amellyel a Szerb, Horvát és Szlovén Királyság kormánya 1920. december 30-án betiltotta a Jugoszláv Kommunista Párt és a kommunistabarát szakszervezetek munkáját, valamint felfüggesztette a különféle munkaügyi és alkotmányos jogokat

Az 1920-as évek elején a KPJ sok frakcióharcot látott Marković vezette jobbszárnya, valamint a belgrádi székhelyű szakszervezeti vezetők, Lazar Stefanović és Života Milojković törvényes úton szorgalmazták a kormány jóindulatának visszaszerzését, míg a baloldaliak, köztük Đuro Cvijić, Vladimir Ćopić, Triša Kaclerović, Rajko Jovanović és Kosta Novaković, a lenini titkos harcot részesítették előnyben. A baloldaliak az állam föderalizációját is támogatták, míg a többiek csak a korlátozott regionális autonómiát szorgalmazták.
A baloldaliak kerekedtek felül az 1924. januári, Belgrádban zajló Harmadik Országos Konferencián, ahol a KPJ támogatta minden nemzet jogát kiválásra és önálló nemzeti állam alapítására. Júniusban a Komintern arra utasította a KPJ-t, hogy az önrendelkezésnek független szlovén, horvát és macedón köztársaságok formájában kell megvalósulnia. A Kominform álláspontját befolyásolta Stjepan Radićnak, a Horvát Parasztpárt (Hrvatska seljačka stranka, HSS) vezetőjének moszkvai látogatása, amelyen Radić beléptette a HSS-t a Paraszt Internacionáléba (Krestintern), amely maga is a Kominform ügynöksége volt.
A Komintern 1924-ben a nemzeti kérdésről szóló határozatában bírálta a KPJ-ben a frakciók nemzeti kérdés körüli összecsapását, amely stratégiai megfontolásból a társadalmi emancipációt a nemzetihez kapcsolta. Erre válaszul Milojkovićot kizárták a vezetőségből, de Marković továbbra is a KPJ vezetésének tagja maradt. Ez az álláspont 1925-ben változott meg, amikor a Szovjetunió vezetője, Sztálin személyesen ítélte őt el a Komintern jugoszláv bizottsága előtt, és ragaszkodott ahhoz, hogy a KPJ-nek forradalmi célokra kell felhasználnia a nemzeti mozgalmakat. Ettől függetlenül a frakcióharc folytatódott. 1927-ben a KPJ központi bizottságának székhelyét Belgrádból Zágrábba helyezték át.

### A baloldaliak győzelme
1928 februárjában Josip Broz Tito és Andrija Hebrang kihasználva a fennálló helyzetet a konfliktus megoldására próbálta meg rávenni a zágrábi KPJ szervezet konferenciájának küldötteit. Azt szorgalmazták, hogy fogadjanak el egy határozatot, amelyben a Komintern beavatkozását és a KPJ-ben folyó frakcióharc befejezését kérték. A KPJ vezette a Radić elleni merénylet miatti utcai tiltakozásokat is Horvátországban. Az abban az évben megtartott Komintern Hatodik Világkongresszus a forradalmi harc fokozására törekedett, és a stratégiát a KPJ 1928 októberében Drezdában tartott negyedik kongresszusán elfogadta. A Tito és Hebrang kezdeményezésére benyújtott indítványt elfogadták: Markovićot kizárták, és szövetségeseit lefokozták, miközben új vezetést állítottak a párt élére. Titót és Hebrangot kihagyták, mert éppen akkor börtönözték be őket Jugoszláviában, helyettük mint a Komintern által kiképzett vezetőket Đuro Salajt, Žika Pecarskit és Đuro Đakovićot választották meg.

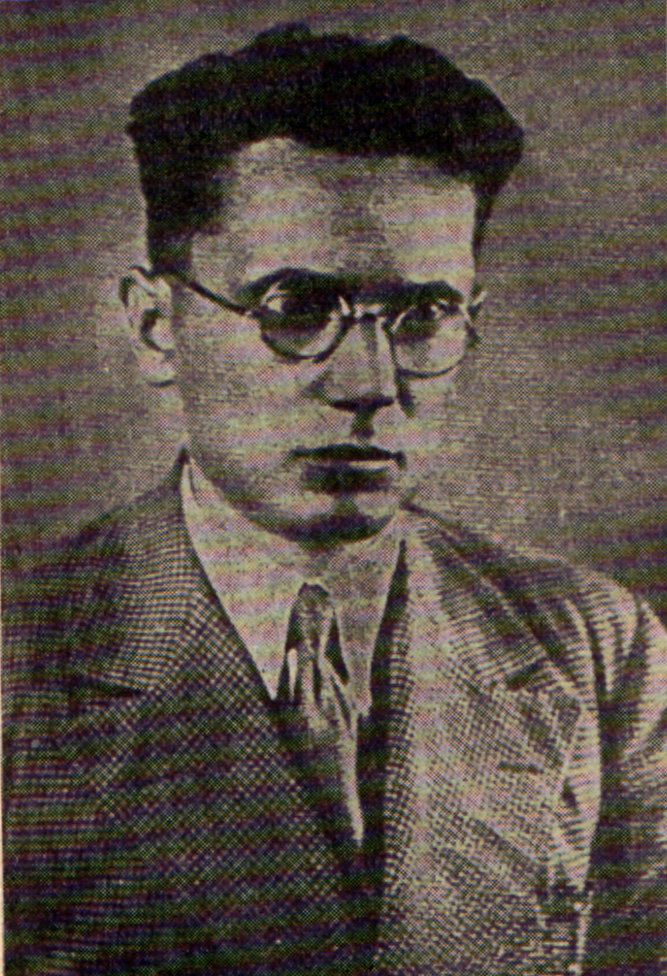
A fiatal Tito 1927-ben.

1929-ben a Komintern erőszakra való felhívását a KPJ új vezetése átültette a gyakorlatba, de a teljes lázadás helyett ezek az erőfeszítések a szórólapok terjesztéséből és a rendőrséggel való többszöri összecsapásokból álltak. A konfliktusok során a pártot súlyos veszteségek érték, beleértve több jelentős vezető, köztük Đaković halálát, valamint a legaktívabb tagok bebörtönzését. A szávaszentdemeteri börtönből rögtönzött KPJ kiképzőiskola lett, mivel a börtön lehetővé tette a politikai foglyok csoportosulását.
A Komintern utasítására a KPJ nem szerb tagjainak a nyugati hatalmak konstrukciójaként megalkotott Jugoszlávia felbomlását kellett támogatniuk. Azonban akkoriban a legtöbb erőfeszítést a JSDS elleni küzdelembe és a Miroslav Krleža által fémjelzett irodalom forradalmi érdemeinek vitájára fordították. 1932-re a tagság 500 fő alá csökkent, a KPJ vezetése pedig 1928 és 1935 között, legkevesebb két helyen (melyek közül legalább az egyik külföldön, Moszkvában, Prágában, Bécsben vagy Párizsban volt) működött egyszerre.
Szintén a Komintern 1932. júliusi utasításai szerint eljárva a nemzeti felkelés előmozdítására és segítésére Horvátországban, Szlovéniában, Montenegróban és Macedóniában, a KPJ igyekezett kapcsolatot létesíteni a bolgár székhelyű Belső Macedón Forradalmi Szervezettel, de a szervezet belső gyengeségeitől szenvedett, és 1934-re felszámolták. Próbáltak nyitni az olaszországi székhelyű horvát Usztasa szervezet felé is. A KPJ vezetői méltatták az Usztasa által kezdeményezett 1932-es Lika-felkelést remélve, hogy az Usztasát a politikai baloldalra terelhetik. Annak ellenére, hogy a Proleter újság 1932 decemberi számai kifejezték az Usztasa erőfeszítéseinek támogatását Likában és Dalmáciában, a velük folytatott kapcsolatfelvételek nagy része csupán azon kapcsolattartásra korlátozódott, amellyel megpróbáltak szövetkezni velük Jugoszlávia felbomlasztásának közös céljában.

### A népfront felé fordulás
Az 1928 óta követett ultrabaloldali irányvonalat 1933-ban adták fel, amikor Adolf Hitler hatalomra került Németországban. A régi irány helyett a KPJ más antifasiszta szervezetekkel együtt a népfront megalakításának gondolatával állt elő. Az új irány stratégia célja, mivel a kommunista uralom gyors bevezetését már nem tartották megvalósíthatónak, a szövetségesek széles koalíciójának megalakítása volt. A népfronti stratégia egybeesett azzal, hogy az 1932-ben, a Kominternbe küldött Milan Gorkićot bízták meg a KPJ vezetésével.

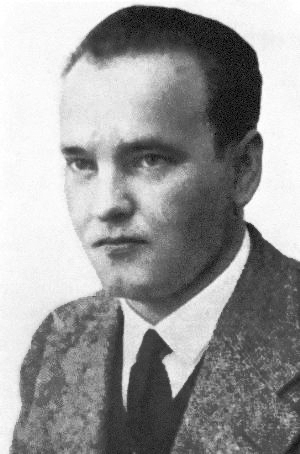
Milan Gorkić 1937-ben

 Gorkić arra készült, hogy a KPJ legfelsőbb vezetésében fegyelmet teremtsen, és kapcsolatokat építsen ki a JSDS-szel, a HSS-szel, a montenegrói föderalista párttal, a szlovén keresztényszocialistákkal és a szerbiai oroszbarát jobboldali szervezetekkel. Ez összeütközésbe hozta a KPJ-t a Kominternnel, amely a Molotov–Ribbentrop-paktum 1939. augusztusi aláírásáig továbbra is Jugoszlávia felbomlását szorgalmazta. Gorkić, aki nagyrészt Jugoszlávián kívül maradt, 1934-ben a börtönből szabadult Titót bízta meg a KPJ titkos kongresszusának még abban az évben Ljubljanában történő megszervezésével. Gorkićot 1936-ban nevezték ki a KPJ főtitkárának, Sreten Žujović és Rodoljub Čolaković pedig a központi bizottság tagjai lettek. Titót a Komintern még ugyanazon év szeptemberében kinevezte a moszkvai KPJ szervezeti titkárává, majd egy hónappal később Bécsbe költözött.
1937 júliusában Gorkićot párizsi tartózkodási helyéről Moszkvába idézték, ahol letartóztatták. Rajta kívül a Szovjetunióban mintegy 900 jugoszláv származású kommunista vagy támogatóik, valamint a KPJ további 50 moszkvai tisztviselője, köztük Cvijić, Ćopić, Filipović, Marković és Novaković estek áldozatul a sztálini nagy tisztogatásnak. A KPJ szovjet támogatását felfüggesztették. Ezzel a lépéssel, mint a rangban Gorkić után következő vezető de facto Tito vette át a KPJ irányítását.

### Tito átveszi a hatalmat
Tito 1937-et és 1938 elejét Jugoszláviában töltötte a KPJ fegyelmezett titkos szervezetként való megszervezésével. Tito Jugoszlávián belül minden nemzetből, kivéve a macedónokat új, a kommunista eszmékhez hű tagokat toborzott. Ebben az időszakban Tito beavatkozott a Szávaszentdemeterben bebörtönzött KPJ-tagok csoportjai közötti konfliktusba. A konfliktus középpontjában a Hebrang által szorgalmazott, Moša Pijade, Josip Kraš és Đuro Pucar által támogatott, de a Milovan Đilas és Aleksandar Ranković által támogatott Petko Miletić által elítélt népfrontstratégia állt. Utóbbiakat radikalizmusuk miatt Pijade wahhabitáknak bélyegezte. A konfliktus egészen a Hebrang megölésére tett kísérletig fajult. Tito a kompromisszum megkötése érdekében együttműködött Pijadéval: Đilast és Rankovićot, valamint Kraš és Andrija Žaját, horvát mérsékelt népfront támogatóit, valamint a szovjetek által kiképzett szlovén Edvard Kardeljt bevonta a KPJ ideiglenes vezetésébe.

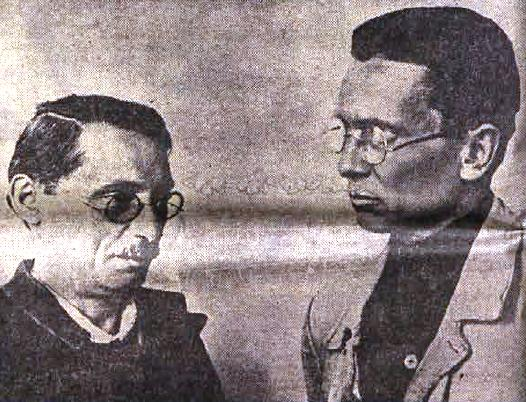
Tito és Pijade 1931-ben a lepoglavai börtönben

1937-ben a Komintern arra kényszerítette a KPJ-t, hogy formálisan hozza létre a Horvát Kommunista Pártot (Komunistička partija Hrvatske, KPH) és a Szlovén Kommunista Pártot (Komunistična partija Slovenije, KPS). A két párt névleg független volt, de valójában a KPJ-n belül működött. Ez később Jugoszlávia más részein is precedenst teremtett a kommunista pártok létrehozására. A Kraš és Žaja vezette KPH vezetés 1938-ban mégis konfliktusba került Titóval, amikor a KPH a Dolgozók Pártja, az 1938-as parlamenti választásokon való részvételre a KPJ által alapított párt helyett a Horvát Parasztpártot, a HSS-t támogatta.
A Tito által összeállított ideiglenes vezetés nagyjából változatlan maradt, amikor Tito 1939-ben megkapta a Komintern mandátumát a KPJ vezetésére. Miletić, akit abban az évben engedtek ki a börtönből Tito leváltására törekedett. Hónapokkal később azonban, miután a KPJ-ben 1937–1940 között végrehajtott tisztogatások sorozatának áldozataként beidézték Moszkvába, és az NKVD letartóztatta eltűnt. Eltűnése megerősítette Tito pozícióját.
1940-ben a KPJ sikeresen fejezte be a kampányt Krleža és hívei befolyásának csökkentésére, akik a marxista eszméket hirdették és a totalitarizmustól félve szembeszálltak a sztálinizációval. Ezenkívül a KPH vezető pozícióiból Tito eltávolította Krašt és Žaját, és helyükre Rade Končar lépett. 1940 októberében a KPJ ötödik országos konferenciáját Tito kampányának utolsó lépéseként, hogy átvegye a teljes irányítást a párt felett Zágrábban titokban tartották. A konferencia Tito részéről, teljes összhangban a Komintern akkori baloldali irányvonalával a szervezetileg erősebb, központosított, fegyelmezett és bolsevik, de politikailag elszigetelt KPJ teljes átvételét jelentette. A KPJ politikájának középpontjába a nemzeti kérdés került azon a konferencián, ahol Tito bírálta a rég eltávozott Markovićot és Gorkićot amiatt, hogy nem értik a kérdést. Ahogy Tito megszilárdította ellenőrzését, sok más támogatóval együtt a KPJ tagsága 1939-ben 6000-re, 1941-re pedig 8000-re nőtt.
1940 utolsó hónapjait a politika militarizálódása jellemezte Jugoszláviában, ami olyan incidensekhez vezetett, mint például októberben, a KPJ és a szélsőjobboldali Jugoszláv Nemzeti Mozgalom közötti fegyveres összecsapás öt halottal és 120 sebesülttel. A KPJ szerkezeti változásai, a nemzeti kérdés stratégiai alkalmazása és a támogatók mozgósítása érdekében végrehajtott társadalmi emancipáció, a pártot ideológiailag és működésileg is felkészült helyzetbe hozták a közeledő háborúra és a fegyveres ellenállásra.

### A partizán haderő felállítása
A tengelyhatalmak inváziója és a Jugoszláv Királyi Hadsereg rövid ellenállása alatt Tito Zágrábban tartózkodott. Két nappal az ellenségeskedés kitörése után a KPJ és a KPH fegyvert kért a 4. hadsereg főhadiszállásától, hogy segítsenek megvédeni a várost, de ezt elutasították. A közelgő jugoszláv vereség miatt a KPJ utasította 8000 tagját, hogy halmozzanak fel fegyvereket a fegyveres ellenállásra, amely 1941 végére Macedónia kivételével az ország minden területére kiterjedt.
A titkos műveletekben országszerte szerzett szerzett tapasztalataira építve a KPJ hozzálátott a Tito által vezetett jugoszláv partizán ellenállás megszervezéséhez. A KPJ úgy értékelte, hogy a Szovjetunió német megszállása kedvező feltételeket teremtett a felkeléshez, és 1941. június 27-én megalapította a Jugoszláv Nemzeti Felszabadító Hadsereg (Narodonooslobodilačka vojska Jugoslavije) Legfelsőbb Főhadiszállását, amelynek főparancsnoka Tito lett.

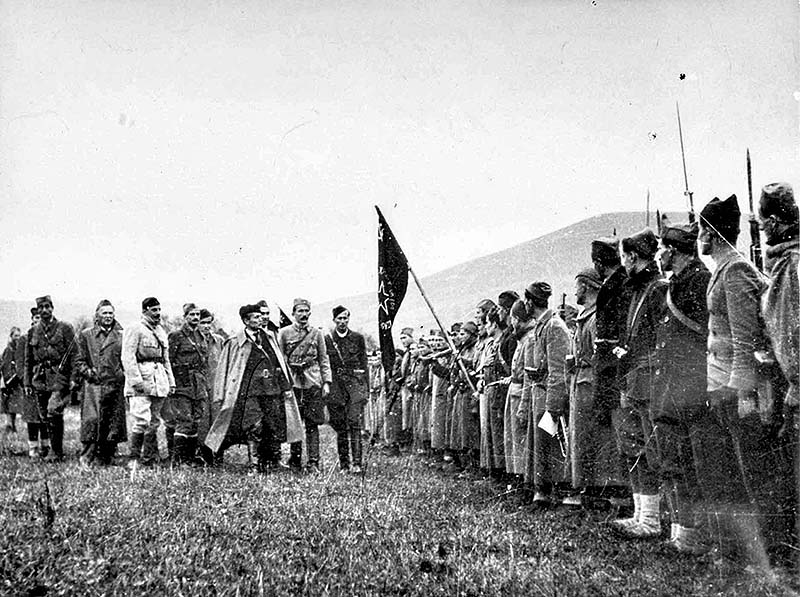
Tito átadja az Első proletár brigád zászlaját.

A katonai kiképzést illetően a partizánok azokra támaszkodtak, akik a Jugoszláv Királyi Hadseregben teljesítették a kötelező katonai szolgálatot, vagy részt vettek a spanyol polgárháborúban. A KPJ számos tagja ennek a háborúnak a veteránja volt, akik ezután a partizánok soraiban parancsnoki pozíciókat töltöttek be. A katonai kiképzés mellett a háború előrehaladtával egyre nagyobb jelentőséget kapott a politikai képzés. Ezt a szovjet minta alapján politikai komisszárok biztosították. A komisszárok a különítmények személyzetéhez tartoztak, melyek az eredetileg 50-től 500 főig, sőt 1000 főig terjedő egységek voltak. A komisszárokat a sapkajelvény különböztette meg a többi partizántól, ugyanis a sapkájukon lévő vörös csillagot sarlóval és kalapáccsal díszítették. A partizánhadsereg létrehozását a Szlovén Nemzeti Felszabadítási Front (Osvobodilna fronta slovenskega naroda, OF) polgári ellenállási szervezet bírálta. Azzal vádolta a KPJ-t, hogy saját hadseregét hozta létre. Válaszul a szlovén partizán komisszárok sapkáin vörös csillagot „OF” betűkkel díszítették. 1942-re a partizánegységek személyzetének 30-50 százaléka vallotta magát kommunistának. Ez az arány egyes esetekben több mint 60 százalékra nőtt. Jugoszláv források szerint a partizán erők létszáma, a 17–50 év közötti hadkötelezett férfiakkal és az önkéntesekkel, valamint ellenséges csapatok katonáinak a disszidálásuk esetén tett amnesztiaígéret miatt 1945-re 800 000-re nőtt.

### A baloldali politika hibái
A Komintern nyomása miatt a KPJ stratégiai megközelítése összetett volt. A nemzeti felszabadításért folyó társadalmi küzdelmet helyezte előtérbe, mely Jugoszlávia tengelyhatalmak közötti felosztásából eredően, különösen a Független Horvát Állam (Nezavisna Država Hrvatska, NDH) létrehozása miatt, lényegesen egyenlőtlen körülmények között zajlott. Macedóniában a Metodi Shatorov vezette regionális szervezet a KPJ-től a Bolgár Kommunista Párthoz pártolt át, ezzel gyakorlatilag elismerve a terület bolgár annektálását. Az Uzsicei Köztársaságnak, ennek a megszállt Szerbiában fekvő, partizánok által ellenőrzött területnek 1941-ben egy német-csetnik offenzíva során bekövetkezett összeomlását részben a helyi parasztok segítették elő, akik tulajdonuk megőrzése szempontjából kedvezőbbnek ítélték meg a csetnik propagandát, mint a kommunista társadalmi radikalizmust.

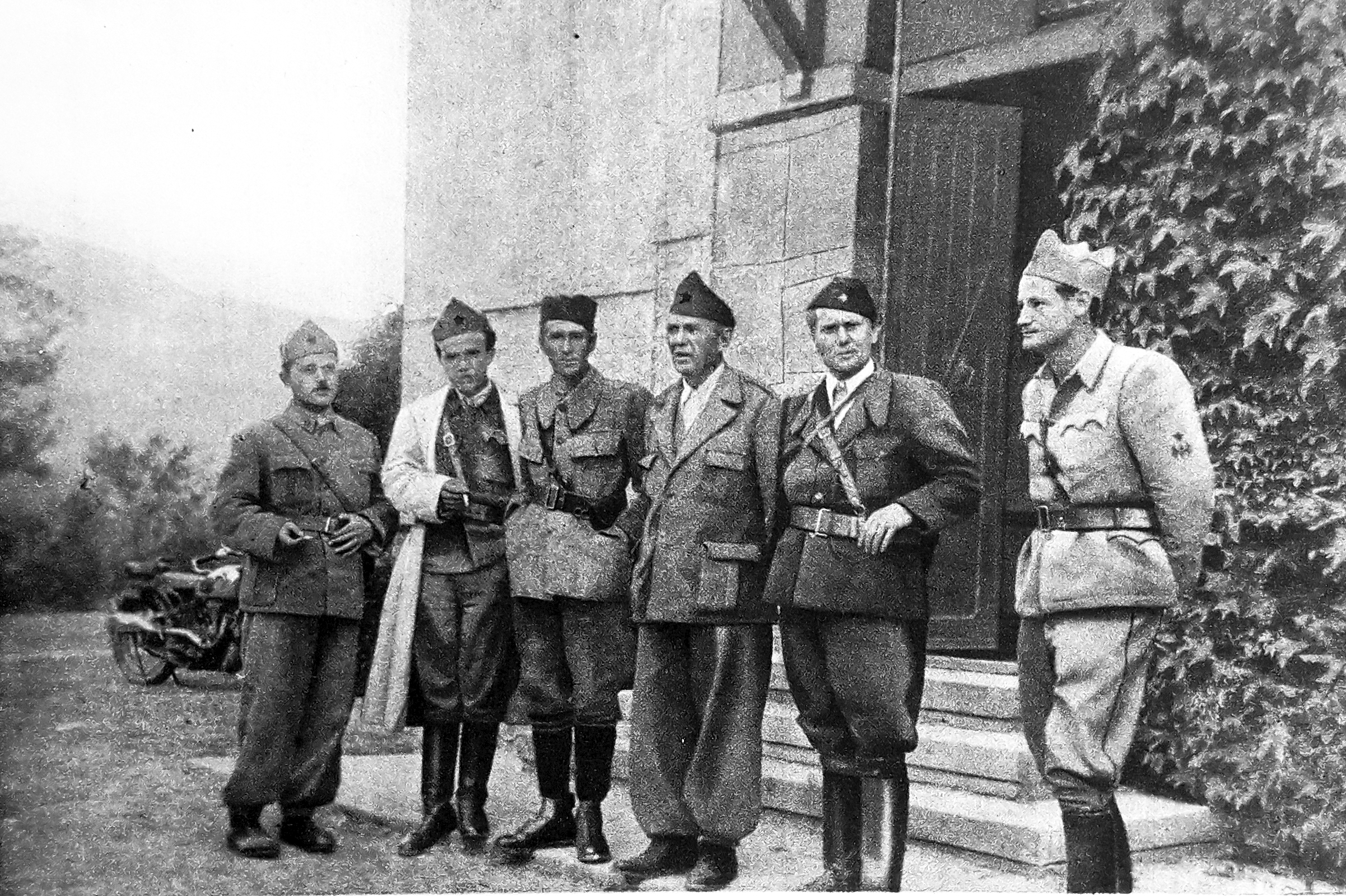
Partizán vezetők (balról jobbra: Ivo-Lola Ribar, Kosta Nađ, Ivan Ribar, Tito és Ivan Rukavina) a második világháborúban.

A németek 1941 végén Moszkvában elszenvedett vereségét követően a KPJ vezetése úgy gondolta, hogy a háború már hamarosan véget ér, és az ország teljesen a KPJ ellenőrzése alá kerül. Az 1942 tavaszáig tartó időszakban ez a politika általában Montenegróra és Kelet-Hercegovinára, kevésbé határozott formában pedig a mai Vajdaság és Szlovénia területére korlátozódott. Ez nagyrészt az osztályellenségek megöléséből állt, ahol az egyes partizánegységek kvótákat kaptak a szükséges kivégzések végrehajtására, és egyben kényszermunkára ítélte az engedetlen parasztságot. A célcsoportokat a csetnikek vagy más tengelyhatalmi erők támogatására kényszerítő politika viszont aláásta az átfogó küzdelmet, ami viszont arra késztette a KPJ-t, hogy figyelmen kívül hagyva központi bizottságának szerepét a politika kialakításában bírálja az ezt elősegítőket. Ennek megfelelően KPJ megbüntette Petar Drapšint és Miro Poparát, mint a bírált politika híveit, de figyelmen kívül hagyta Milovan Đilas, Ivan Milutinović és Boris Kidrič hasonló szerepét. 1942 tavaszán a baloldali hibaként ismert politikát feladták.

### A politikai harc Horvátországban
Az NDH által alkalmazott politika, az usztasák által a szerbekkel szemben érvényesített politika és a Római Szerződések révén Dalmácia átengedése Olaszországnak természetes alapot teremtett a szerbek, illetve horvátok (különösen Dalmáciában) közötti partizántoborzásához. Az NDH megalakulása három csoportra osztotta a Horvát Parasztpártot (HSS). Az egyik a fegyveres ellenállást, a másik az NDH-t választotta, míg a HSS vezetője, Vladimir Maček körüli határozatlan csoport a kivárás taktikáját választotta. 1942 februárjában a Hebrang vezette KPH lehetőséget látott arra, hogy a horvát partizánok a HSS-től átvegyék a legerősebb horvát hazafias erő pozícióját.

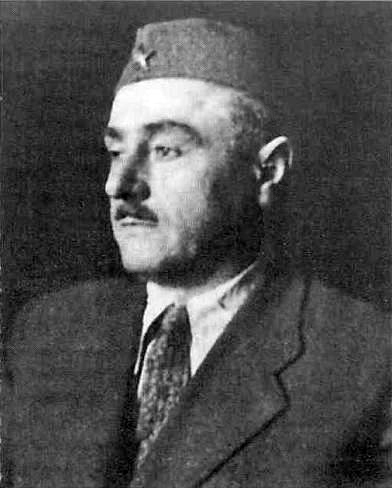
Andrija Hebrang az 1940-es években.

Hebrang tehát gyakorlatilag a koalíciós háborús szovjet nézetekhez közel álló politikát folytatott, támogatva a HSS egykori tagjainak és a Független Demokrata Pártnak, valamint az egyesületek és szakszervezetek képviselőinek bizonyos szintű bevonását a politikai életbe. 
E tömegmozgalomba beleértette a Horvátország Nemzeti Felszabadításáért Felelős Állami Antifasiszta Tanácsot, mint a legfelsőbb szintű politikai testületet, amelynek végső célja a jövőbeni Horvátország Népi Parlamentjévé válása volt.
Hebrang ezen kívül kinyilvánította, hogy támogatja a mérsékeltebb szociálpolitikát, és támogatta Horvátországnak a Jugoszláv Föderáción belüli autonómiáját. Amellett érvelt, hogy a horvátországi szerbeknek elsősorban a horvát szövetségi egységhez kell lojálisnak lenniük, amely biztosítja politikai képviseletüket és kultúrájuk megőrzését. Ennek ellenére a KPH megnövekedett horvát jellege aggodalmat keltett a szerbekben. A KPH által folytatott független politika összeütközésbe hozta Hebrangot Titóval, aki nacionalista politikával, mint a KPH elleni fő váddal illette a horvát pártvezetőt. Hebrang népszerűsége miatt a KPJ el akarta kerülni a horvátokkal való konfrontációt, és ehelyett mindössze két héttel azelőtt, hogy a Vörös Hadsereg és a partizánok elfoglalták volna a fővárost a németektől, Hebrangot áthelyezték Belgrádba, abból a célból, hogy ipari miniszter legyen, míg a KPH vezető pozicióját Vladimir Bakarićcsal töltötték be.

### Az új kormány megalakítása
1942 novemberében a partizánok elfoglalták Bihács városát, és megszerezték az irányítást Nyugat-Bosznia, Dalmácia és Lika nagy része felett, melyet Bihácsi Köztársaságnak neveztek el. A városban Tito és a KPJ kezdeményezésére még abban a hónapban megalakult egy pánjugoszláv gyűlés – Jugoszlávia Nemzeti Felszabadításának Antifasiszta Tanácsa (Antifašističko vijeće narodnog oslobođenja Jugoslavije, AVNOJ). Az AVNOJ alapító ülésén a jövőre nézve elfogadta a szövetségi állam elvét. A bihácsi találkozó nyomán politikai testületekként helyi tanácsok jöttek létre, amelyek a leendő szövetség egyes részeit képviselték.

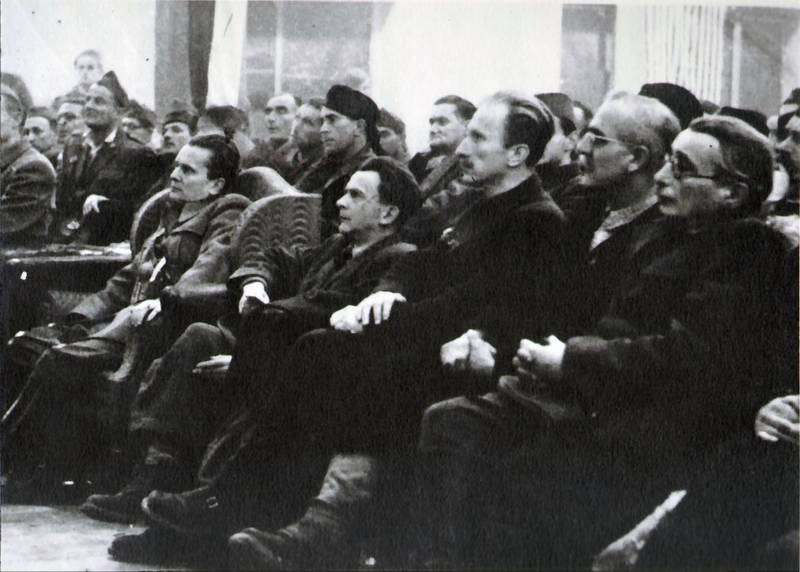
Az AVNOJ második ülése Jajcában

Az AVNOJ másodszor 1943 novemberében ült össze Jajcában, és megerősítve elkötelezettségét egy demokratikus föderáció létrehozása mellett az új jugoszláv állam leendő parlamentjének nyilvánította magát, anélkül, hogy a föderáció részleteit kidolgozta volna. Ezenkívül megtagadta a jugoszláv száműzetésben lévő kormány hatalomba való visszahelyezését, és megtiltotta II. Péter király visszatérését az országba. Egy hónappal a jajcei találkozó előtt a KPJ központi bizottsága létrehozta a Jugoszlávia Felszabadításának Nemzeti Bizottságát, mint új jugoszláv kormányt, és megerősítette az AVNOJ összetételét – többek között Tito elnököt is. Tito pozícióját megerősítették a Tito–Šubašić-megállapodások, amelyeket 1944 második felében és 1945 elején a száműzetésben levő kormánnyal kötött. E megállapodások alapján 1945. március 7-én a száműzetésben levő kormányt felváltotta a Demokratikus Szövetségi Jugoszlávia ideiglenes kormánya élén Tito miniszterelnökkel.
A háború alatt a KPJ új szervezetekkel bővítette a tervezett szövetségi egységeket. 1943-ban létrehozta a Macedóniai Kommunista Pártot (Комунистичка партија на Македонија), majd a háború utolsó napjaiban, 1945 májusában a KPJ megalapította a Szerbiai Kommunista Pártot (Komunistička partija Srbije). A háború végére a KPJ tagsága meghaladta a 141 000-et.

### Úton az egypártrendszer felé
1945-ben a KPJ azon munkálkodott, hogy szélesítse támogatottságát, és lejárassa politikai ellenfeleit. Mivel az emigráns kormányban szereplő politikusok csak 1945 márciusában tértek vissza Jugoszláviába, Vladko Maček pedig külföldön maradt, nem volt jól szervezett politikai ellenzék a KPJ-vel szemben. 1945 őszén létrejött a Jugoszláviai Népi Front (Narodni front Jugoslavije, NFJ), névleg az ország szinte összes politikai pártjának koalíciója. Figyelemre méltó kivétel volt Milan Grol Demokrata Pártja, amelyet szerb nacionalizmussal vádoltak. Az NFJ-be a KPJ mellett gyenge és rosszul szervezett nem kommunista pártok is tartoztak: a Jugoszláv Republikánus Párt, a Független Demokrata Párt, a Mezőgazdasági Szövetség, a Szocialista Párt, a JSDS, a Horvát Köztársasági Parasztpárt (Hrvatska republikanska seljačka stranka, HRSS), és a politikusok Napred (Előre) csoportként szerveződő csoportja. Amíg a nem kommunista pártok az NFJ-ben az egyenlőségben reménykedtek, Tito elsődlegesen az NFJ-t a politikai ellenzék semlegesítésének eszközének tekintette azáltal, hogy azok a KPJ-vel szövetkeznek. Az NFJ nem kommunista pártjainak gyengesége miatt a koalíciót a KPJ uralta.

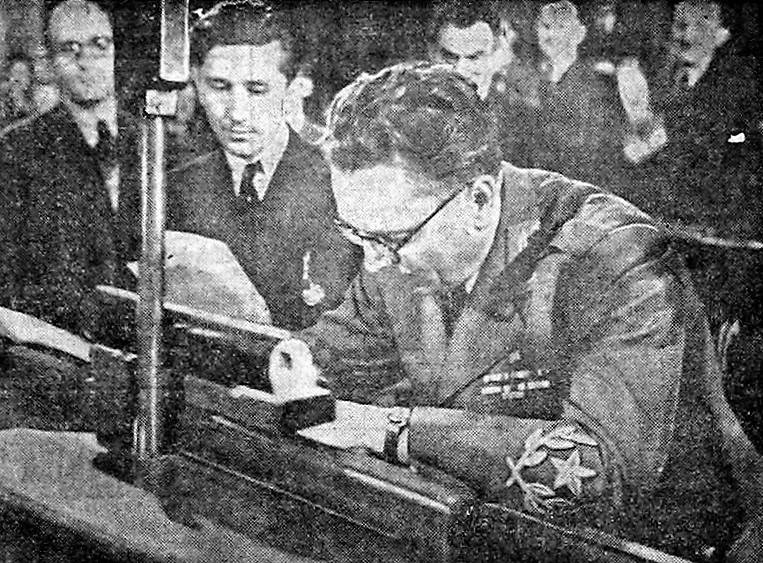
Tito 1945. november 29-én Belgrádban aláírja a Jugoszláv Szövetségi Népköztársaságot kikiáltó nyilatkozatot

Az 1945-ös választások előkészítéseként az AVNOJ kibővült a háború előtti olyan (liberális és baloldali) parlamenti képviselőkkel, akiket a tengelyhatalmakkal való együttműködés vádja nem érhetett. 1945 nyarán, amikor új törvény született a nép és állam elleni bűncselekményekről, megnyirbálva a gyülekezési jogot és a sajtószabadságot korlátozták az állampolgári jogokat. A bürokrácia középső és alsó szintjét a korábbi partizánok soraiból töltötték fel. A Grol-féle Demokrata Párt választási bojkottját követően a választások népszavazásként zajlottak, csak az NFJ mellett és ellene lehetett szavazni. Az NFJ-lista a legnagyobb jóváhagyást Horvátországban kapta, ahol a HRSS közeledett a KPJ-hez (81%), ezt követte Szlovénia (78%), annak ellenére, hogy a háború előtti pártok nem vettek részt az NFJ-listában, míg a legalacsonyabb támogatottságot Szerbiában (67%) kapta. Ezt az eredményt a monarchizmusnak és a bojkottnak tulajdonították. Végül a választók 88,43%-a szavazott, az NFJ-t pedig a leadott szavazatok 88,69%-a támogatta. A választójog 18 éven felüliek számára (első alkalommal a nőket is beleértve) volt biztosítva, kivéve azokat, akiket a tengelyhatalmakkal való együttműködésével vádoltak. A volt partizánok közül a 18 éven aluliak is szavazhattak. A KPJ az 524-ből (77%) 404 képviselőt küldhetett a kétkamarás alkotmányozó nemzetgyűlésbe.
Milovan Đilas és Vladimir Velebit szerint a KPJ akkor is 60-65%-os többséget várt, ha a választások garantálták volna a tisztességes versenyt. Véleményüket a háború utáni eufóriára, és arra a meggyőződésre alapozták, hogy a KPJ lehetőséget kínál a békés életre, és az agrárreformra. 1946-ban a parlament a Szovjetunió mintájára olyan új alkotmányt fogadott el, amelyben a KPJ a nemzeti kérdés megoldásaként az etnikai föderalizmust valósította meg. 1947-re a KPJ kijelentette, hogy programja az NFJ programja, és hogy a KPJ az NFJ élcsapata. Tito a háború előtti Jugoszlávia összeomlását a többpártrendszer kormányzati rendszerével hozta összefüggésbe, ezzel mintegy igazolva az ellenzéki pártok elnyomását a háború utáni politikai életben, a többpártrendszert a szocialista renddel összeegyeztethetetlennek és szükségtelennek nevezte. 1948 októberében a négy létező köztársasági kommunista párt két másikkal, a Bosznia-Hercegovinai Kommunista Párttal és a Montenegrói Kommunista Párttal egészült ki.

### Szakítás a Szovjetunióval
A Szovjetunió és a jugoszláv párt kapcsolata régóta bonyolult volt, mivel a KPJ fegyveres ellenállást vezetett a tengelyhatalmakkal szemben, míg a szovjet külkapcsolatokat kezdetben a Molotov–Ribbentrop-paktum, majd nem sokkal az eredeti Tito–Šubasic megállapodást követően a jugoszláv emigráns kormányt támogató nyugati szövetségesekkel való szövetség határozta meg. Mivel Jugoszlávia nem volt teljes mértékben a szovjet háború utáni befolyási övezetben, Tito olyan külpolitikai irányvonalat követett, amelynek célja Albánia Jugoszláv Föderációba való integrálása, a görög kommunista gerillák támogatása, valamint Jugoszlávia és Bulgária közötti kapcsolatok kiszélesítése, mely potenciálisan egyesíti az országaikat. A Bulgáriával való szorosabb kapcsolatokra törekvő 1947-es Bledi megállapodás megkötése, és a jugoszláv hadsereg küszöbön álló Albániába való telepítése politikai konfrontációt váltott ki a Szovjetunióval.
Az összecsapás a Tito–Sztálin szakítással tetőzött, melynek következtében a KPJ-t 1948-ban kizárták a Kominformból. A szakadást politikai okokból kezdetben inkább ideológiainak, mint geopolitikainak minősítették. Sztálin bírálatára a KPJ kezdetben korrekciós intézkedések elfogadásával reagált a kollektivizálás terén, amelyet sztálinistabbnak minősítettek, mint azokat, amelyeket maga Sztálin alkalmazott.

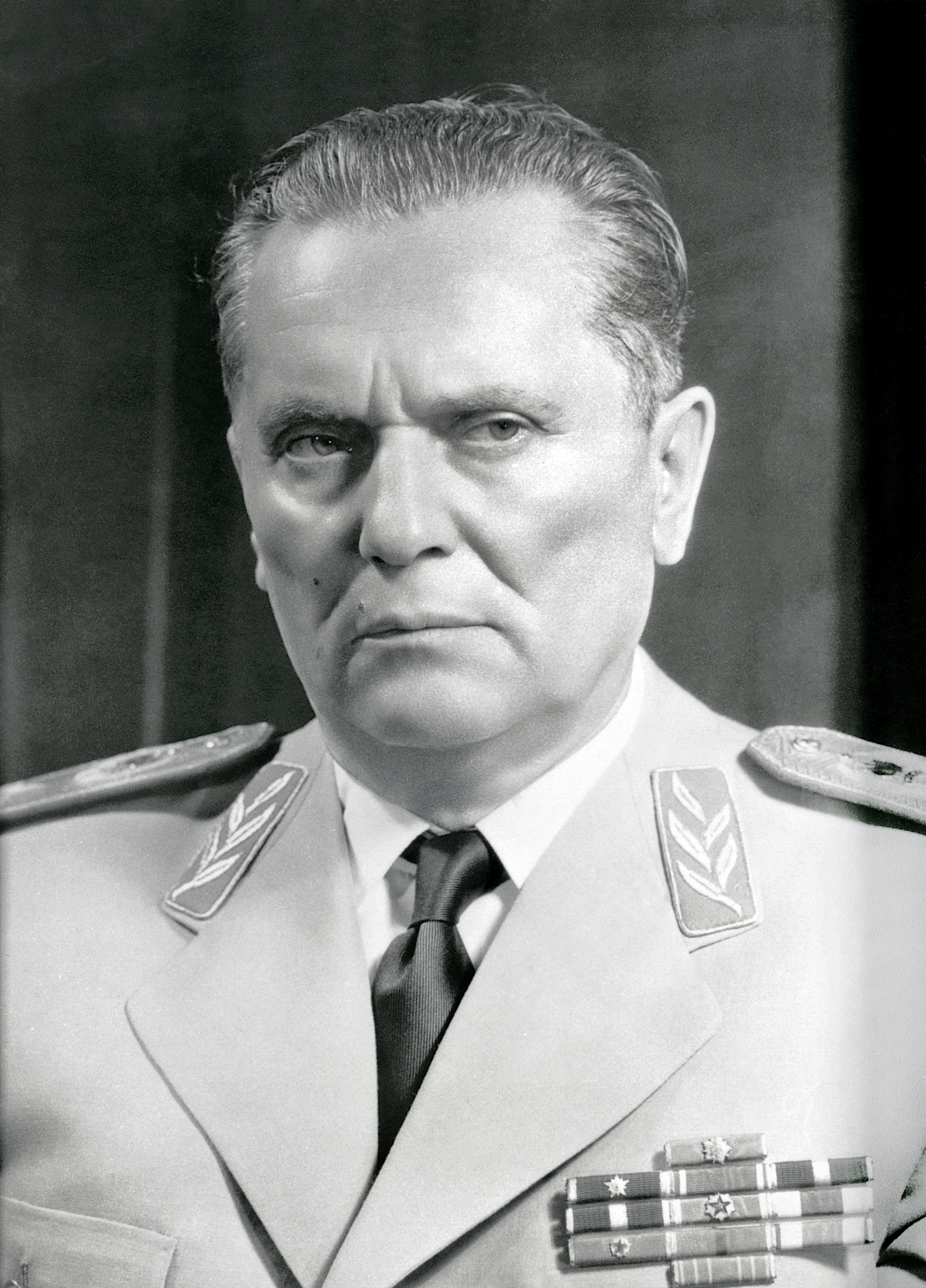
Josip Broz Tito 1939-től 1980-ig vezette a pártot.

A KPJ tisztogatásokba kezdett a valós vagy vélt Sztálin-hívek és a rendszer egyéb politikai ellenfelei ellen. Az 1948–1951 közötti időszakban több mint 50 000 KPJ-tagot (tagságának közel 20%-át) vettek nyilvántartásba politikai ellenfélként és zárták ki, de a párt ugyanebben az időszakban több mint félmillió taggal bővítette is sorait. A Sztálin-levelek nyomán, amelyekben a szovjet vezető azzal vádolta a KPJ-t, hogy az NFJ felhígította pártot, az NFJ-n az belüli és egyéb pártokat gyakorlatilag felszámolták. Az egyetlen kivétel a HRSS volt, amely ideiglenesen még tovább működhetett. A letartóztatottak pontos száma továbbra is bizonytalan, de 1983-ban Radovan Radonjić kijelentette, hogy 16 288 személyt tartóztattak le és ítéltek el, köztük 2 616-an a KPJ-vezetés különböző szintjeihez tartoznak. Ranković szerint többségben tárgyalás nélkül 51 000 embert öltek meg, zártak börtönbe, vagy ítéltek kényszermunkára. A foglyokat számos helyen, köztük különleges célú fogolytáborokban tartották fogva, amelyet az Adria lakatlan Goli Otok és Sveti Grgur szigetein építettek fel 1949-ben.
A jugoszláv–szovjet szakítás körülményeire és ideológiai vonatkozásaira tekintettel a KPJ szükségesnek látta a jugoszláv politikai rendszer és a szovjet rendszer megkülönböztetését. Mivel a KPJ a Szovjetuniót antidemokratikusnak minősítette, a kommunista uralmat illetően szükséges volt a KPJ vezető szerepe újszerű megközelítésének kidolgozása. Ezt az 1950-ben bevezetett munkás-önigazgatási törvényekkel, valamint a sztálinizmussal és a háborúk közötti jugoszláv unitarizmussal szembeni ellenállással határozták meg. Ez a megközelítés az ideológiai revizionizmus időszakához vezetett, amelyben megkérdőjelezhetőek voltak a bevett doktrínák.

### Reform és konfliktus Đilassal
Bár a szovjet és a kominform propaganda felhívta a figyelmet a Jugoszlávia különböző részeinek gazdasági fejlődésében tapasztalható egyenlőtlenségekre, a kapitalizmus helyreállítására és az elmaradott nemzetek elnyomására, a szigorú centralizáció és a decentralizáció ütközése a politikai elvek és a gazdasági prioritások közötti konfliktusként jelentkezett. 1950-ben a jugoszláv hatóságok a munkástanácsok és később az „önigazgatás” néven ismertté vált rendszer bevezetésével igyekeztek leküzdeni a fenntarthatatlan munkavégzési gyakorlatokat és javítani a termelés hatékonyságát.
Az 1946-os jugoszláv alkotmány azonban még a szovjet föderáció modelljét követte, amelyben a szövetségi parlament alkotja meg a szövetségi egységekre vonatkozó törvényeket, és jogosult felülbírálni az egységek jogszabályait. 1952-ben Kardelj alkotmánymódosításokat dolgozott ki, hogy az az 1950–1951-es reformok valóságát tükrözze. Ez a reformok 1953-as jugoszláv alkotmánymódosításként való kodifikációjához vezetett, amelyek az egyes államokat alkotó köztársaságok gazdasági erejét igyekeztek tükrözni, miközben ennek ellensúlyozására biztosították az egyes szövetségi egységek egyenlő képviseletét a közgyűlésben.

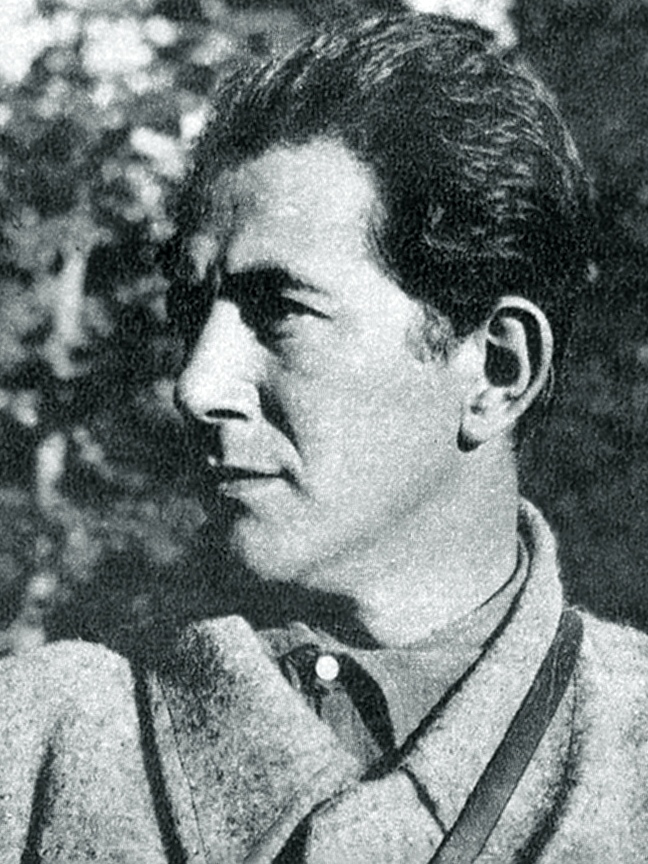
Milovan Đilas 1942-ben

A KPJ Zágrábban 1952-ben megtartott hatodik kongresszusán meghirdette a párt egyeduralkodóvá a társadalom ideológiai vezetőjévé való átállását, decentralizálta struktúráját, és átkeresztelte magát (és ennek megfelelően köztársasági szervezeteit) Jugoszláv Kommunisták Szövetségére (Savez komunista Jugoslavije, SKJ). A nevet az 1847 és 1852 között létezett Kommunista Szövetség ihlette. Az 1953 januárjában elfogadott alkotmánymódosítások csak a második lépései voltak a kommunista uralma alatt álló Jugoszlávia társadalmi fejlődését tükröző öt alkotmányos reform sorozatának, de az 1953-ban bevezetett elveket minden későbbi jugoszláv alkotmány megtartotta.
A jugoszláv–szovjet közeledést látva Đilas attól tartott, hogy Jugoszlávia átáll a társadalomnak a központi kormány általi teljes irányítása alá. Úgy vélte, hogy ez Rankovićnak, Đilas legfőbb versenytársának, és Tito lehetséges utódjának a hatására lehetséges. Đilas cikksorozatot írt a párt központi lapjának, a Borbának a bürokráciáról és a kommunisták kizárólagos hatalomigényéről. A kritikát egy esszé-összeállításban vitte tovább, elitizmussal és kiváltságokkal vádolva a KPJ-t. Válaszul Đilast 1954 januárjában eltávolították a KPJ központi bizottságából, és hamarosan otthagyta a KPJ-t. Egy későbbi The New York Times-interjúja, mely a többpártrendszer kialakítását szorgalmazta Jugoszláviában a bebörtönzéséhez vezetett. Đilas csak 1966-ban kapott kegyelmet.

### A jugoszlávizmus kampánya
Az SKJ 1958-ban megtartott 7. kongresszusán a párt centralizáltabbá vált. Ezt az SKJ köztársasági szervezetei számára korábban adott döntési jogkörök jelentős részének visszavonásával érték el. A kongresszuson megjelent pártprogram a formálódó jugoszláv tudatot méltatta, és cikksorozat jelent meg, amely az egységes jugoszláv kultúra megteremtését szorgalmazta. Ez a döntés arra épült, hogy az 1953-as népszámlálás során bevezették az etnikai hovatartozás jugoszlávnak nyilvánításának lehetőségét, és a rendszer által támogatott, 1954-es újvidéki megállapodást az egységes szerb-horvát nyelvről. Az így elindított jugoszláv kampány a föderalizmust unitarizmussal akarta felváltani. Ranković lett a kampány legkiemelkedőbb szószólója. Támogatást kért a Bosznia-Hercegovinai Kommunisták Szövetségétől és a Montenegrói Kommunisták Szövetségétől (az utóbbiban némi sikerrel). 1963-ban Szerbia és Montenegró több megállapodást kötött a gazdasági és kulturális kapcsolatok megerősítéséről, köztük a Belgrád–Bar-vasútvonal megépítéséről.

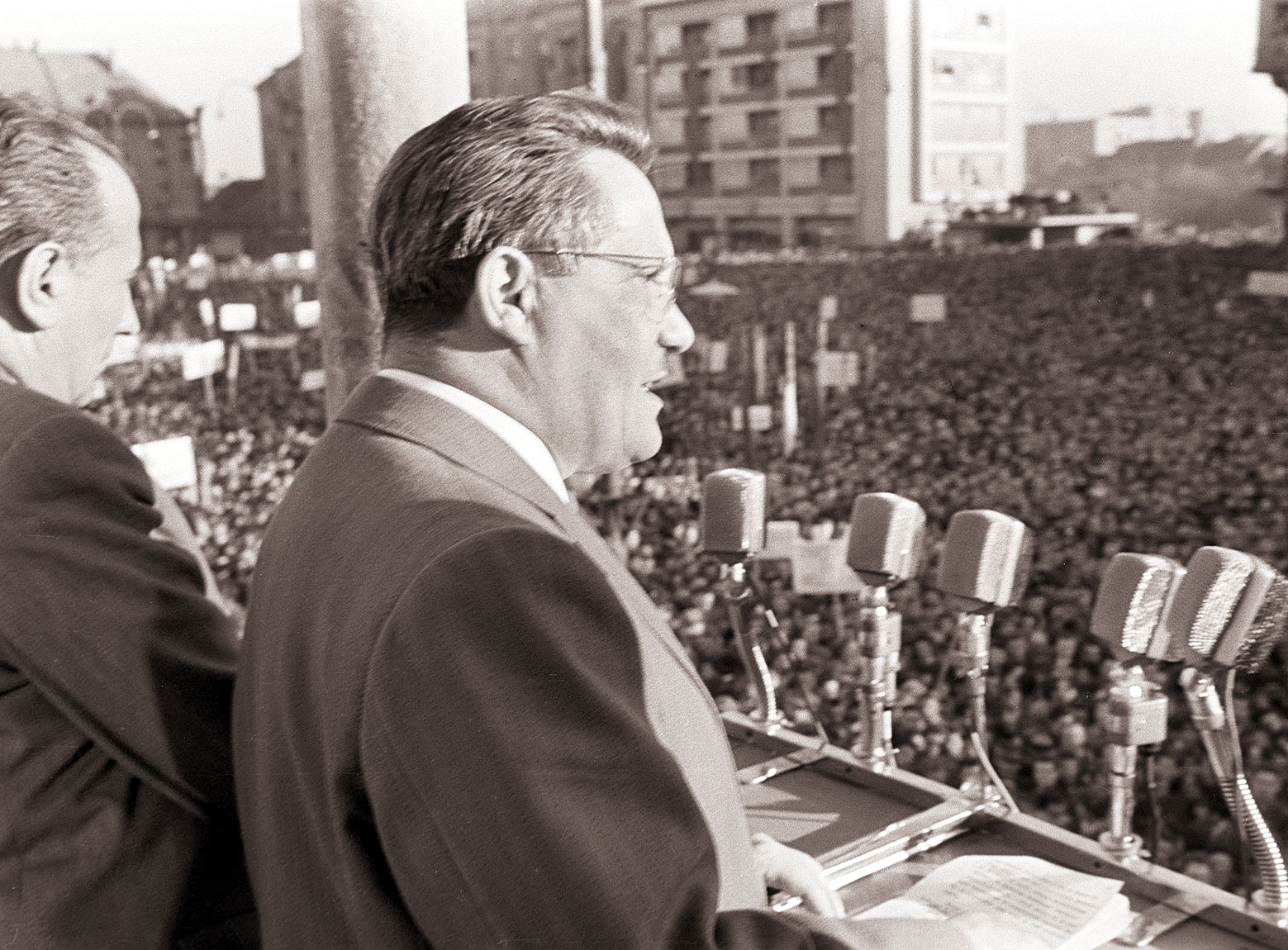
Edvard Kardelj beszédet mond az SKJ és a SKOJ 40. évfordulóján Mariborban 1959-ben.

A kampányt a Borbában megjelent levélváltás révén nyilvánosan kritizálták. A kampány támogatóit (akik nagyrészt szerbek voltak) azzal vádolták, hogy a köztársaságok felszámolására és a nagyszerb sovinizmus feltámasztására törekedtek. A kampány különös ellenállást váltott ki a Horvátországi Kommunisták Szövetsége (Savez komunista Hrvatske, SKH) és a Macedóniai Kommunisták Szövetsége (Sojuz na komunistite na Makedonija, SKM) köreiben. Egy informális nemzeti-liberális koalícióban csatlakozott hozzájuk a Szlovén Kommunisták Szövetsége (Zveza komunistov Slovenije, ZKS) és – kevésbé kiemelt szerepben – a Vajdaság vezetése is. 1963 elején Tito kénytelen volt nyilvánosan figyelmeztetni a sovinizmusra, és megnyugtatni a nem szerbeket, hogy miközben megvédte a jugoszlávizmus fogalmát, a nemzetek összeolvadását nem tervezték. Végül az SKJ 1964-ben megtartott 8. kongresszusán Tito és Kardelj beszédet tartottak, amelyben a bürokratikus centralizáció, unitarizmus és hegemónia híveiként bírálták azokat, akik Jugoszlávia nemzeteinek összevonásáról gondolkodnak. A kongresszuson nem esett több szó a jugoszlávizmusról, és az SKJ köztársasági szervezetei, hogy tükrözzék a köztársaságok sajátosságait és nemzeti jellegét visszakapták döntési jogkörüket. A 8. Kongresszus tehát a decentralizáció jegyében felhagyott a jugoszlávizmussal.
Az SKJ bevezette a „jugoszláv szocialista patriotizmus” fogalmát. A koncepciót szószólói a szocialista önigazgatási közösség érzése, illetve tudatossága és szereteteként írták le. Az SKJ szerint a koncepció nem állt kapcsolatban a nacionalizmussal és az etnikai hovatartozással. Az elképzelésről azt is állították, hogy támogatja a Jugoszláviában élő etnikai csoportok értékeit és hagyományait.

### Gazdasági reformok
Az 1950-es években a munkásönigazgatáson alapuló reformok torz szocialista piacgazdaságot hoztak létre, ahol az árakat szabályozták, és a szabályozás gyakran változott. A politika lehetővé tette az önkormányzati szintű hatóságok számára a vállalkozások létrehozását és a piaci erőkkel szembeni védelmét. Tito azt mondta, hogy ezek a „politikai gyáraknak” nevezett vállalkozások csak veszteség termelésére voltak képesek. Gyakran köztársasági szintű tisztviselők lobbitevékenységével versenyeztek a szövetségi befektetési alapok által biztosított finanszírozásért, így tulajdonképpen a köztársaságok versenyeztek a korlátozott forrásokért.
Az 1958-ban Szlovéniában kipattant trbovljei bányászsztrájk már általános elégedetlenséget jelzett a jugoszláv gazdaságpolitikával, és különösen a szövetségi befektetési alapok kezelésével kapcsolatban. Az esemény az ország gazdasági fejlődése és a gazdasági rendszer politikai keretei közötti növekvő megosztottság első jele volt. 1961–62-re a jugoszláv gazdaság recesszióba került. A helyzet kis léptékű gazdasági reformokat indított el, amelyeket később gyorsan töröltek, de gazdasági kérdésekről szóló vitához vezettek. A vita egybeesett az 1963-as alkotmány elfogadásával, amely kiterjesztette a köztársaságok jogkörét, és az SKJ 8. kongresszusával, amely 1964-ben kiterjesztette az SKJ helyi szerveit. Az SKJ-n belüli konzervatív frakcióknak tett engedményként az új alkotmány értelmében két új hivatalt hoztak létre, amelyeket Ranković és Petar Stambolić vett át. Előbbi alelnök, utóbbi pedig, mivel a poszt elvált az elnöki pozíciótól szövetségi miniszterelnök lett.

### Versengő gazdasági modellek
A köztársaságok vezetései különböző gazdasági fejlődési modelleket szorgalmaztak. A szlovén ZKS és a horvát SKH a decentralizációt és a beruházási támogatások csökkentését támogatta, és kritizálta az úgynevezett politikai gyárakat Bosznia-Hercegovinában és Koszovóban. Az SKM macedóniai vezetése a decentralizációt részesítette előnyben, mert jobban félt a szerb uralomtól, mint a szövetségi finanszírozás elvesztésétől. Sabrina Ramet az az SKJ-nek az 1962–87-es időszakban szövetségi és köztársasági szinten versengő frakcióit, attól függően, hogy támogatták vagy ellenezték a decentralizációra irányuló felhívásokat „liberálisoknak”, illetve „konzervatívoknak” nevezte el. A középutat támogató személyeket köztük Titót, Bakarićot és Stambolićot, „brókereknek” nevezték.

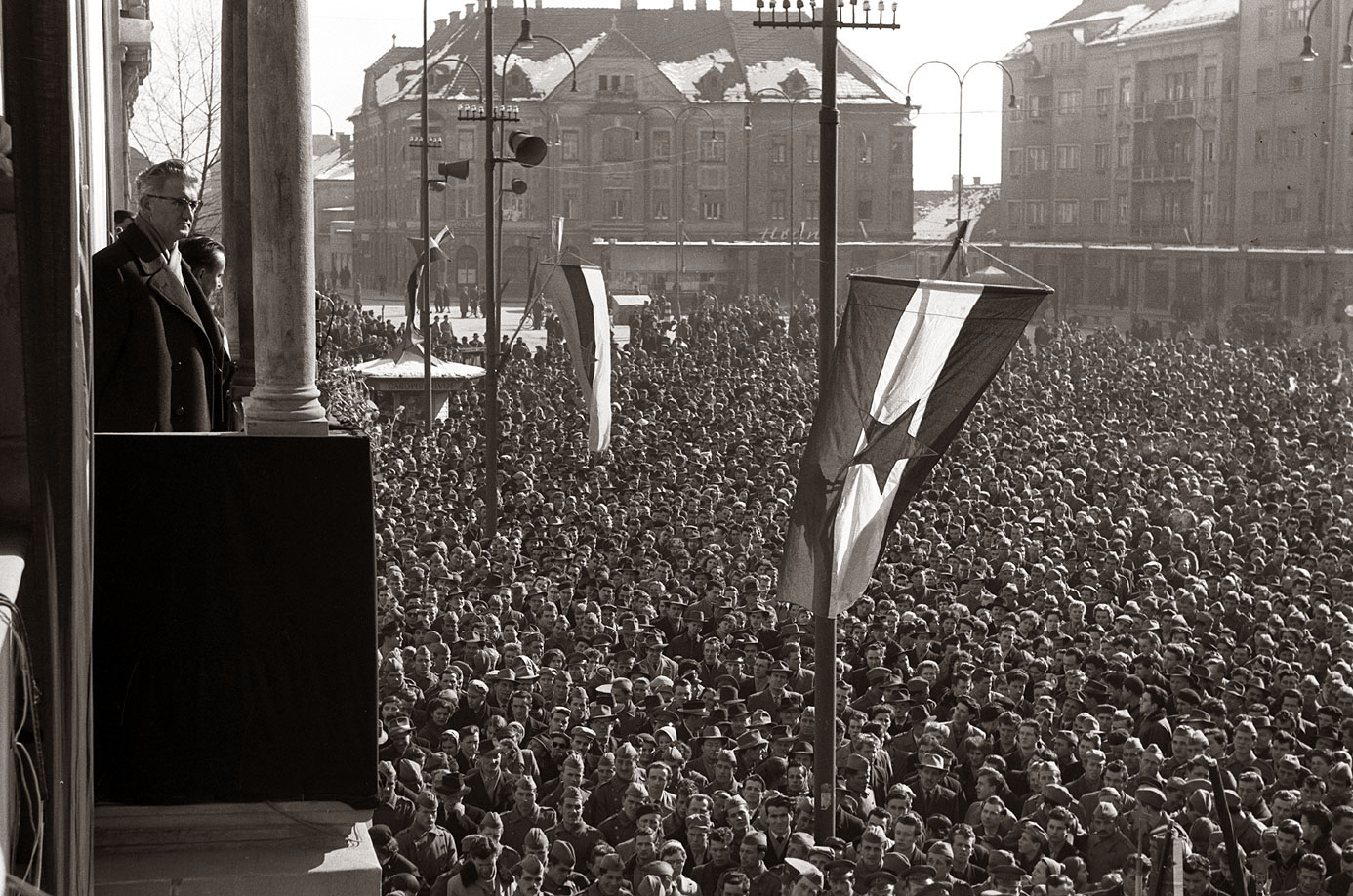
Petar Stambolić beszédet mond Maribor főterén 1958-ban.

Az ellentábort a Szerbiai Kommunisták Szövetsége (SKS), valamint a bosznia-hercegovinai (SKBiH) és a montenegrói (SKCG) párt alkotta, akik a meglévő gazdasági gyakorlatok folytatását szorgalmazták. 1966 márciusában az SKJ központi bizottságában a reformista csoport győzött, amely a gazdasági reformokat támogatta. Ezek a frakciók az egyes érdekek eltolódásával változtak. Az évtized végére a Vajdaság már nem támogatta a horvát és a szlovén álláspontokat, másrészt a montenegrói SKCG már nem volt azonos nézeten a szerb SKS-sel, míg a horvát SKH a koszovói kommunistáktól kért támogatást.
A reformvita kezdetben a közgazdászokra korlátozódott, de 1964-re a politikai fórumokra és a médiába is felkerült, ahol a szembenálló frakciók egymást kizsákmányolással vádolták. Ezek az állítások a kölcsönös sértődöttségre épültek. A nem szerb lakosság úgy látta, hogy a szövetségi SKJ irodák minden szintjén, a biztonsági szolgálatokban és a Jugoszláv Néphadsereg (JNA) tisztikarában szerbek (és a montenegróiak) felülreprezentáltak. Emellett feszültségek forrása volt az egyrészt Szlovénia, Horvátország és Vajdaság, másrészt az ország többi része közötti növekvő fejlettségi különbség is.
Helene Batjer, az Egyesült Államok zágrábi konzulja szerint az 1960-as évek közepén az évek óta tartó gazdasági megszorítások, a politikai elnyomás, a fejletlen régiókban végzett veszteséges befektetések és a politikai vezetők ígéreteinek be nem tartása miatt a nacionalizmus erősödött. Ez egyfajta tiltakozás is volt a szövetségi tisztviselők domináns szerepe ellen, akik Szlovéniában és Horvátországban általában Szerbia érdekeit képviselték. Batjer szerint a szlovéniai ZKS és a horvátországi SKH tagjainak mintegy 50%-a ekkorra már nacionalista nézeteket vallott.
1965-ben a reformpárti kampányt úgy mutatták be, mint a nem hatékony gazdasági gyakorlatok elleni lökést. Ez a gazdasági hatalomnak a szövetségi szintről a köztársaságokra való átruházásához, valamint a szövetségi irányítású általános befektetési alap megszüntetéséhez vezetett. Vagyonát három belgrádi székhelyű szövetségi bankra ruházták át, miközben a köztársasági szintű kommunista párt tisztviselői növelték befolyásukat saját köztársaságaik gazdaságára.
| Nemzetiség  | Teljes tagság | Tagság százaléka | Teljes népesség százaléka |
| ----------- | ------------- | ---------------- | ------------------------- |
| szerb       | 541,526       | 51.77            | 42.08                     |
| horvát      | 189,605       | 18.13            | 23.15                     |
| szlovén     | 70,516        | 6.74             | 8.57                      |
| macedón     | 67,603        | 6.46             | 5.64                      |
| montenegrói | 65,986        | 6.31             | 2.77                      |
| muzulmán    | 37,433        | 3.58             | 5.24                      |
| albán       | 31,780        | 3.04             | 4.93                      |
| magyar      | 12,683        | 1.21             | 2.72                      |
| más         | 28,886        | 2.76             | 4.90                      |
| Összesen    | 1,046,018     | 100.00           | 100.00                    |

### A Ranković-ügy
1966 elejére nyilvánvaló volt, hogy a gazdasági reform nem hozta meg a kívánt eredményeket. Az SKJ megvitatta a kudarc okait, és a reformmal szembeni ellenállásért a szerb vezetést okolta. 1966 tavaszán Kardelj rávette Titót, hogy távolítsa el Aleksandar Rankovićot az SKJ központi bizottságából és Jugoszlávia alelnöki posztjáról. Azzal vádolták, hogy az SKJ 8. kongresszusának decentralizációról szóló határozatait figyelmen kívül hagyva közvetlenül vagy szövetségesein keresztül a hatalom megszerzésére tört, valamint visszaélt az Állambiztonsági Hivatal igazgatói posztjával. Konkrétan azzal vádolták, hogy illegálisan lehallgatta az SKJ vezetőit, köztük Titót is.
A Ranković-ügy vizsgálatát egy hattagú bizottság végezte, amelyben minden köztársaságból egy-egy tagot választottak ki. Elnöke Krste Crvenkovski (Macedónia), tagjai pedig Đuro Pucar (Bosznia), Blažo Jovanović (Montenegró), Dobrivoje Radosavljević (Szerbia), Miko Tripalo (Horvátország) és France Popit (Szlovénia) voltak. Annak ellenére, hogy nem voltak tagjai a bizottságnak, a vizsgálatot Kardelj, Bakarić és Stambolić irányította, akik a tagjaira gyakorolt befolyásuk révén irányították a bizottságot. Rankovićot csak nem sokkal a Brioni-szigeteken 1966. július 1-jén tartott plénum előtt tájékoztatták a vádakról és a vizsgálatról.

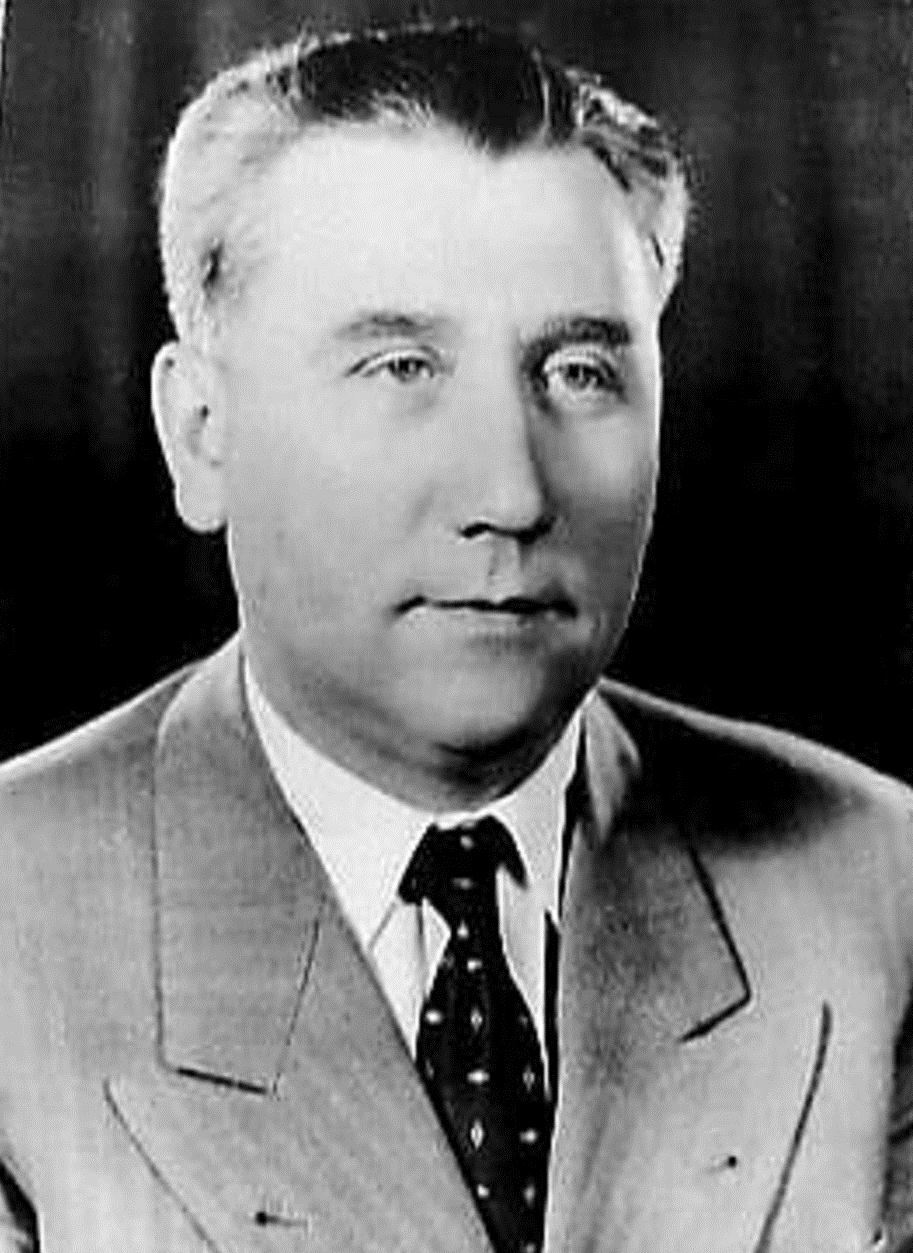
Aleksandar Ranković

Rankovićot végül minden hivatalából eltávolították, és kizárták a Központi Bizottságból. Szövetségeseit és utódait, a szövetségi belügyminisztereket, Svetislav Stefanovićot és Vojin Lukićot szintén elbocsátották és kizárták az SKJ-ből. Az SKJ koszovói szervezetének kezdeményezésére, amelyet az SKCG, az SKBiH és az SKM támogatott, Rankovićot kizárták az SKJ-ből is. Annak ellenére, hogy az SKJ gondoskodott arról, hogy Rankovićot minden korábbi szövetségi posztján szerbek váltsák fel, Szerbiában és Jugoszláviában másutt a szerbek vereségként és megaláztatásként fogták fel a menesztését, ami a szerbek haragját váltotta ki.
Nem sokkal Ranković bukása után a macedón SKM politikai reformokat szorgalmazott. Javasolták az SKJ még nagyobb decentralizálását, és hogy a köztársasági szervezeteknek adjanak vétójogot az SKJ szövetségi szintű döntéshozatalaiban. A tervet a szerbiai SKS ellenezte, de mások különböző mértékben támogatták. A vita során az SKS vezetését a liberális beállítottságú nemzetellenes Marko Nikezić és Latinka Perović váltották fel, akiket a központi bizottság elnökévé, illetve a végrehajtó bizottság titkárává neveztek ki. Bár Nikezić és Perović nem támogatta az SKH által Horvátországban szorgalmazott reform gazdasági vonatkozásait, a média és a politika nagyobb liberalizációjára irányuló felhívást üdvözölték. 1969-ben a 9. Kongresszuson nem esett szó a vétójogról, de feljogosította a helyi szervezeteket arra, hogy szövetségi szintű tisztviselőket nevezzenek ki és elfogadják saját statútumukat.
A koszovói és vajdasági tartományi SKJ szervezetek 1968-ban tartományi kommunista pártok szintjére emelkedtek. Így alakult meg a Vajdasági Kommunisták Szövetsége (Savez komunista Vojvodina, SKV) és a Koszovói Kommunisták Szövetsége (Savez komunista Kosova, SKK), amelyek egyszerre voltak a szerb SKS és a szövetségi SKJ részei. Ezzel csak a Jugoszláv Néphadsereg (JNA) pártszervezete maradt a szövetségi szintű SKJ közvetlen irányítása alatt.

### Ahorvát tavaszés következményei
A bank- és kereskedelem reformjával kapcsolatos köztársaságok közötti nézeteltérések légkörében a konfliktus egyre inkább nacionalista retorikát öltött. 1967-ben és 1968-ban ismét módosították a jugoszláv alkotmányt, tovább csökkentve a szövetségi hatalmat az azt alkotó köztársaságok javára. 1968 novemberében, amikor Marko Nikezić és Latinka Perović átvették az SKS vezetését, és a piacgazdaság gyakorlati bevezetésén és a többi köztársaság ügyeibe való be nem avatkozáson keresztül szorgalmazták a fejlődést, a reformerek befolyása megnövekedett. Az SKJ 1969 márciusában tartott 9. kongresszusán, mely a társadalom minden aspektusának decentralizálását szorgalmazta a reformerek elérték befolyásuk csúcsát. Az 1960-as évek végén a szlovén ZKS és a horvát SKH viszonya feszültebbé vált, de az SKH és a macedón SKM sikeres nyomást gyakorolt a szövetségi SKJ-re, hogy a döntéshozatalban alkalmazza az egyhangúság elvét, ezzel 1970 áprilisában vétójogot szerezve a köztársasági pártszervezetek számára.

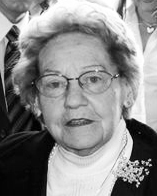
Savka Dabčević-Kučar

Az 1960-as évek végén Horvátországban, válaszul a tényleges vagy vélt nagyszerb törekvésekre elsősorban a Matica hrvatska kulturális szervezet révén a nemzeti érzés és a horvát nacionalizmus újjáéledt. Az SKH-nak Matica hrvatskával kapcsolatban 1969 végéig, illetve 1970 elejéig nem volt hivatalos álláspontja. Ekkor az SKH Savka Dabčević-Kučar és Miko Tripalo vezette reformista frakciója megszerezte a párt irányítását, és hogy a párton belüli konzervatív frakcióval vívott hatalmi harcában szélesebb körű társadalmi támogatást szerezzen, csatlakozott Matica hrvatskához.

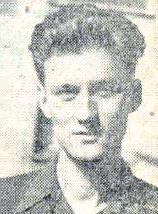
Miko Tripalo

Az SKH számára a sérelmek közé tartoztak olyan gazdasági kérdések is, mint például a horvátországi székhelyű vállalatok keményvaluta bevételeinek visszatartási aránya, de a panaszok kibővültek különböző politikai követelésekkel, amelyek az autonómia növelésére törekedtek, valamint felléptek a szerb nemzetiség túlzott képviselete ellen a biztonsági szolgálatokban, a politikában és másutt. Különös vita tárgya volt a horvát és a szerbhorvát nyelv megkülönböztetése.
1971. december 1-jén az SKH vezetőivel közös találkozóként Tito összehívta az SKJ elnökségének 21. ülését, ahol az SKH vezetést keményen kritizálták, és felszólították, hogy szerezze vissza az irányítást a nacionalisták felett. Dabčević-Kučar és Tripalo napokon belül lemondott, az SKH-ból pedig több tízezer tagot zártak ki. Ezreket üldöztek politikai bűncselekmények miatt, Tito pedig gazdasági reformokkal igyekezett aláásni a nacionalisták támogatását. Az 1971-es alkotmánymódosítások jelentős jogköröket ruháztak át a föderációról a köztársaságokra, az 1974-ben elfogadott új alkotmány pedig szinte teljesen megőrizte az 1971-es reformokat. Még a köztársasági gazdasági hatalmat is kiterjesztette azáltal, hogy törvénybe iktatta a reformista követeléseket a bankszektorban, a kereskedelemben és a deviza szektorban.
1972 januárjában az SKJ elfogadta a nacionalizmus elleni folyamatos küzdelem programját. A folyamat során a reformereket támadták. Stane Kavčič lemondásra kényszerült Szlovéniában, Krste Crvenkovski SKM-frakcióját pedig Macedóniában menesztették. Szerbiában Nikezićet és Perovićot a szocializmussal összeegyeztethetetlen gazdasági gyakorlatok folytatásával vádolták, és lemondásra kényszerítették. Helyetteseik engedelmes, középszerű politikusok voltak. Az 1970-es évek eleji tisztogatások Jugoszlávia utolsó évtizedeiben sok reformista kommunistát és szociáldemokrata gondolkodású embert űztek el a politikától.

### Hanyatlás és feloszlás

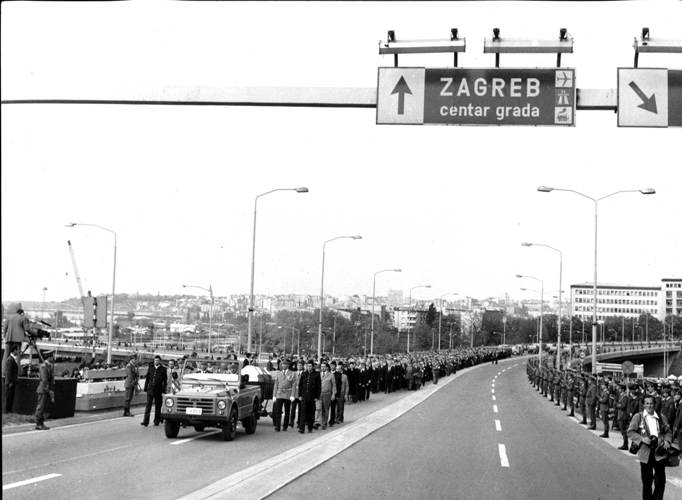
Tito temetése 1980. május 8-án.

Tito 1980-as halála után a párt kollektív vezetési modellt fogadott el, évente váltva a pártelnöki tisztséget. A párt befolyása csökkent, és a párt egy szövetségi struktúrába lépett, amely több hatalmat biztosított a Jugoszláviát alkotó köztársaságokban működő pártszervezeteknek. A párttagság az 1980-as évek közepén tovább nőtt, elérte a kétmilliót, de a tagságot kevésbé tekintik tekintélyesnek, mint korábban.
1987-ben Slobodan Milošević lett a Szerbiai Kommunisták Szövetségének elnöke, aki a szerb nacionalista ideológiát a liberális reformok ellenzésével ötvözte. Az SKJ szervezetei és köztársasági szervezetek közötti növekvő szakadás az SKJ-nél, az 1990 januárjában megtartott 14. kongresszuson tetőzött. Az SKJ lemondott hatalmi monopóliumáról, és beleegyezett, hogy engedélyezi az ellenzéki pártok részvételét a választásokon. A szerb és szlovén kommunisták közötti szakadások azonban arra késztették az SKJ-t, hogy köztársaságonként különböző pártokra bomoljon fel. A kommunista pártok hamarosan minden köztársaságban felvették a „szocialista” vagy „szociáldemokrata” nevet, és baloldali, de már nem szigorúan kommunista mozgalmakká alakultak át:
- a Szlovén Kommunisták Szövetsége (ZKS) 1990 februárjában a Szlovén Demokratikus Reformok Pártja lett (amely 1993-ban több kisebb párttal egyesült, így létrejött a Szociáldemokraták Egyesült Listája, amely 2005-ben felvette a mai Szociáldemokrata Párt nevet)

- a Szerbiai Kommunisták Szövetsége (SKS) 1990 júliusában Szerbiai Szocialista Párttá (SPS) alakult.

- a Horvátországi Kommunisták Szövetsége (SKH) 1990 novemberében a Demokratikus Változások Pártja (SDP) lett (amely 1994-ben egyesült a sokkal kisebb horvát szociáldemokratákkal, és átkeresztelték Szociáldemokrata Pártra).

- a Macedóniai Kommunisták Szövetségéből (SKM) 1991 áprilisában Macedóniai Szociáldemokrata Unió (SDSM) lett.

- a Montenegrói Kommunisták Szövetségéből (SKCG) 1991 júniusában a Montenegrói Szocialisták Demokratikus Pártja (DPS) lett.

- a Bosznia-Hercegovinai Kommunisták Szövetsége (SKBiH) 1992 decemberében Bosznia-Hercegovinai Szociáldemokrata Párttá (SDP BiH) alakult.

#### Könyvek
- Ivo Banac. The National Question in Yugoslavia: Origins, History, Politics. Ithaca, New York: Cornell University Press (1984). ISBN 0-8014-1675-2

- Ivo Banac. With Stalin against Tito: Cominformist Splits in Yugoslav Communism. Ithaca, New York: Cornell University Press (1988). ISBN 0-8014-2186-1

- Florian Bieber. The Role of the Yugoslav People's Army in the Dissolution of Yugoslavia: The Army without a State?, State Collapse in South-Eastern Europe: New Perspectives on Yugoslavia's Disintegration. West Lafayette, Indiana: Purdue University Press, 301–332. o. (2007). ISBN 978-1-55753-461-3

- Peasants and Communists: Politics and Ideology in the Yugoslav Countryside, 1941-1953. Pittsburgh, Pennsylvania: University of Pittsburgh Press (1998). ISBN 9780822940616

- Steven L. Burg. Conflict and Cohesion in Socialist Yugoslavia: Political Decision Making Since 1966. Princeton, New Jersey: Princeton University Press (2014). ISBN 9781400853373

- Marie-Janine Calic. A History of Yugoslavia. West Lafayette, Indiana: Purdue University Press (2019). ISBN 978-1-55753-838-3

- Walker Connor. The National Question in Marxist-Leninist Theory and Strategy. Princeton, New Jersey: Princeton University Press (1984). ISBN 0-691-07655-3

- Aleksa Đilas. The Contested Country: Yugoslav Unity and Communist Revolution, 1919-1953. Cambridge, Massachusetts: Harvard University Press (1991). ISBN 9780674166981

- The Rise and Fall of Socialist Yugoslavia: Elite Nationalism and the Collapse of a Federation. Lanham, Maryland: Rowman & Littlefield (2019). ISBN 9781498541978

- Gibianskii Leonid. Communist Party in Yugoslavia, A Dictionary of 20th-Century Communism. Princeton, New Jersey: Princeton University Press, 230–233. o. (2012). ISBN 9780691154299

- Misha Glenny. The Balkans, 1804–2012: Nationalism, War and the Great Powers. Toronto, Ontario: House of Anansi Press (2012). ISBN 978-1-77089-273-6

- Hilde Katrine Haug. Creating a Socialist Yugoslavia: Tito, Communist Leadership and the National Question. London, UK: Bloomsbury Publishing (2012). ISBN 9780857721211

- Marko Attila Hoare.szerk.: Sabrina P. Ramet: The War of Yugoslav Succession, Central and Southeast European Politics since 1989. Cambridge, UK: Cambridge University Press, 111–136. o. (2010). ISBN 978-0-521-88810-3

- Marko Attila Hoare. The Bosnian Muslims in the Second World War. Oxford, UK: Oxford University Press (2013). ISBN 978-0-231-70394-9

- Jill Irvine. The Croatian Spring and the Dissolution of Yugoslavia, State Collapse in South-Eastern Europe: New Perspectives on Yugoslavia's Disintegration. West Lafayette, Indiana: Purdue University Press, 149–178. o. (2007). ISBN 978-1-55753-461-3

- Dejan Jović. Communist Yugoslavia and Its "Others, Ideologies and National Identities. Budapest: CEU Press, 277–290. o. (2004. március 25.). ISBN 9789639241725

- John R. Lampe. Yugoslavia as History: Twice There Was a Country, 2nd, Cambridge, UK: Cambridge University Press (2000). ISBN 0-521-77357-1

- Europe from the Balkans to the Urals: The Disintegration of Yugoslavia and the Soviet Union. Stockholm, Sweden: SIPRI (1996). ISBN 9780198292005

- Woodford McClellan.szerk.: Wayne S.Vucinich: Postwar Political Evolution, Contemporary Yugoslavia: Twenty Years of Socialist Experiment. Berkeley, California: University of California Press, 119–153. o. (1969). ISBN 9780520331105

- Chris Murray. From resistance to revolution: occupied Yugoslavia, Unknown Conflicts of the Second World War: Forgotten Fronts. Oxon, UK: Routledge, 139–170. o. (2019). ISBN 978-1-138-61294-5

- Zdenko Radelić. The Communist Party of Yugoslavia and the Abolition of the Multi-party System: The Case of Croatia, Revolutionary Totalitarianism, Pragmatic Socialism, Transition: Volume One, Tito's Yugoslavia, Stories Untold. New York City, New York: Springer Nature (2016). ISBN 978-1-137-59742-7

- Sabrina P. Ramet. Social Currents in Eastern Europe: The Sources and Consequences of the Great Transformation. Durham, North Carolina: Duke University Press (1995). ISBN 9780822315483

- Sabrina P. Ramet. The Three Yugoslavias: State-building and Legitimation, 1918–2005. Bloomington, Indiana: Indiana University Press (2006). ISBN 9780253346568

- Teresa Rakowska-Harmstone. Communism in Eastern Europe. Bloomington, Indiana: Indiana University Press (1984). ISBN 9780253313911

- Walter Roberts. Tito, Mihailović, and the Allies, 1941-1945. New Brunswick, New Jersey: Rutgers University Press (1973). ISBN 978-0-8135-0740-8

- Dennis Rusinow.szerk.: Dejan Djokić: The Yugoslav Idea before Yugoslavia, Yugoslavism: Histories of a Failed Idea, 1918-1992. London, UK: C. Hurst & Co., 11–26. o. (2003). ISBN 1-85065-663-0

- Dennison Rusinow. Reopening of the "National Question" in the 1960s, State Collapse in South-Eastern Europe: New Perspectives on Yugoslavia's Disintegration. West Lafayette, Indiana: Purdue University Press, 131–148. o. (2007). ISBN 978-1-55753-461-3

- Igor Štiks. Nations and Citizens in Yugoslavia and the Post-Yugoslav States: One Hundred Years of Citizenship. London, UK: Bloomsbury Publishing (2015). ISBN 978-1-4742-2152-8

- Jozo Tomasevich. War and Revolution in Yugoslavia, 1941–1945: Occupation and Collaboration. Stanford, California: Stanford University Press (2001). ISBN 978-0-8047-0857-9

- Wayne S. Vucinich.szerk.: Wayne S. Vucinich: Nationalism and Communism, Contemporary Yugoslavia: Twenty Years of Socialist Experiment. Berkeley, California: University of California Press, 236–284. o. (1969). ISBN 9780520331105

- Velimir Vukšić. Tito's Partisans 1941–45. Oxford, UK: Osprey Publishing (2003). ISBN 1-84176-675-5

- Susan L. Woodward. Socialist Unemployment: The Political Economy of Yugoslavia, 1945–1990. Princeton, New Jersey: Princeton University Press (1995). ISBN 0-691-08645-1

### Újságcikkek
- Phyllis Auty (1969). „The Origins of National Communism in Yugoslavia”. Government and Opposition, Cambridge, UK 4 (2), 264–273. o, Kiadó: Cambridge University Press. DOI:10.1111/j.1477-7053.1969.tb00177.x. ISSN 0017-257X. JSTOR 44481920.

- Ante Batović (2010). „Od ekonomske reforme do Brijunskog plenuma – Američki i britanski izvještaji o Hrvatskoj (1964.-1966.)” (horvát nyelven). Historijski zbornik, Zagreb 63 (2), 539–569. o, Kiadó: Društvo za hrvatsku povjesnicu. ISSN 0351-2193.

- Neda Engelsfeld (1972). „Rad kluba komunističkih poslanika u plenumu Ustavotvorne skupštine (u prosincu 1920. i u siječnju 1921.)” (horvát nyelven). Radovi: Radovi Zavoda za hrvatsku povijest Filozofskoga fakulteta Sveučilišta u Zagrebu, Zagreb, Croatia 2 (1), 181–262. o, Kiadó: University of Zagreb. ISSN 0353-295X.

- Carol S. Lilly (1994). „Problems of Persuasion: Communist Agitation and Propaganda in Post-war Yugoslavia, 1944-1948”. Slavic Review, Cambridge, UK 53 (2), 395–413. o, Kiadó: Cambridge University Press. DOI:10.2307/2501299. JSTOR 2501299.

- Jeronim Perović (2007). „The Tito–Stalin split: a reassessment in light of new evidence”. Journal of Cold War Studies 9 (2), 32–63. o, Kiadó: MIT Press. DOI:10.5167/uzh-62735. ISSN 1520-3972.

- (2010) „Kosovo, 1944-1981: The Rise and the Fall of a Communist 'Nested Homeland'”. Europe-Asia Studies, Abingdon-on-Thames, UK 62 (7), 1073–1106. o, Kiadó: Taylor & Francis, Ltd.. DOI:10.1080/09668136.2010.497016. ISSN 0966-8136. JSTOR 20787615.

- Štefančić (2007). „Promjena naziva Komunističke partije Jugoslavije u Savez komunista Jugoslavije” (horvát nyelven). Journal of the Institute of Croatian History, Zagreb, Croatia 39 (1), 259–273. o, Kiadó: Faculty of Philosophy Zagreb, FF press.

## Fordítás
Ez a szócikk részben vagy egészben  a   League of Communists of Yugoslavia című angol Wikipédia-szócikk ezen változatának fordításán alapul.  Az eredeti cikk szerkesztőit annak laptörténete sorolja fel. Ez a jelzés csupán a megfogalmazás eredetét és a szerzői jogokat jelzi, nem szolgál a cikkben szereplő információk forrásmegjelöléseként.